# Wii
Wii (/wiː/ WEE) là máy chơi trò chơi điện tử tại gia, do Nintendo phát hành ở Bắc Mỹ ngày 19 tháng 11 năm 2006 và ở hầu hết các khu vực khác tháng 12 năm 2006. Đây là máy chơi trò chơi điện tử tại gia lớn thứ năm của Nintendo, sau Nintendo GameCube, và là một máy chơi trò chơi điện tử thế hệ thứ bảy cùng với Xbox 360 của Microsoft và Playstation 3 của Sony.
Khoảng năm 2003, chủ tịch Nintendo Iwata Satoru đã đưa ra quyết định cho thế hệ máy tiếp theo của công ty là tập trung ít hơn vào sức mạnh tính toán và đồ họa và thay vào đó, sáng tạo lại giao diện của máy để nhắm mục tiêu đến lượng người chơi rộng hơn, sử dụng tên mã "Revolution", vì ông tin nó sẽ châm ngòi cho một cuộc cách mạng mới trong ngành trò chơi điện tử. Với các nhà thiết kế trò chơi là Miyamoto Shigeru và Takeda Genyo, đi đầu trong việc phát triển máy, Nintendo đã tạo ra Wii với bộ điều khiển Wii Remote không dây sử dụng kết hợp nhiều chuyển động cảm biến công nghệ và các tính năng của tay cầm truyền thống. Wii Remote có thể được sử dụng như một thiết bị trỏ hoặc như một phương tiện để phát hiện chuyển động của cánh tay hoặc cơ thể của người chơi, tạo ra các loại cơ chế chơi trò chơi mới.
Wii cũng là hệ máy đầu tiên của Nintendo hỗ trợ trực tiếp kết nối Internet và phần mềm hệ thống đã cung cấp một số Wii Channel sử dụng các tính năng kết nối mới này để cung cấp các bản cập nhật hệ thống và phần mềm, các kênh tin tức, các ứng dụng phương tiện trực tuyến và hỗ trợ để phân phối kỹ thuật số trò chơi, bao gồm mô phỏng trò chơi từ những hệ máy cũ hơn thông qua Virtual Console. Các tính năng trực tuyến này cũng cho phép kết nối với Nintendo DS để chia sẻ dữ liệu giữa các trò chơi được hỗ trợ. Mẫu Wii ban đầu cũng có hỗ trợ trực tiếp cho các trò chơi và phần cứng GameCube. Hai mẫu Wii bổ sung cũng đã ra mắt: một mẫu sửa đổi có cùng thiết kế với Wii gốc nhưng loại bỏ các tính năng tương thích GameCube và Wii Mini là một thiết kế lại nhỏ gọn, tiết kiệm chi phí của Wii, loại bỏ thêm các tính năng kết nối trực tuyến và thẻ SD lưu trữ dữ liệu.
Do quyết định của Nintendo là tập trung ít hơn vào sức mạnh tính toán, máy Wii và các trò chơi đều rẻ hơn so với Microsoft và Sony. Wii cực kỳ phổ biến khi ra mắt, khiến hệ máy này bị thiếu hụt ở một số thị trường. Trò chơi đóng gói kèm, Wii Sports, có thể coi là ứng dụng sát thủ cho máy, thể hiện hiệu quả của Wii Remote như một bộ điều khiển trò chơi cảm biến chuyển động. Các tựa trò chơi quan trọng khác bao gồm Mario Kart Wii, New Super Mario Bros. Wii, Wii Play, Wii Fit, Super Smash Bros. Brawl, và Super Mario Galaxy, tất cả đều bán hơn 10 triệu bản. Trong vòng một năm kể từ khi ra mắt, Wii đã dẫn đầu về doanh số so với các hệ máy thế hệ thứ bảy khác và đến năm 2013, đã vượt qua hơn 100 triệu máy bán ra. Tổng doanh số trọn đời của Wii đã đạt hơn 101 triệu, khiến nó trở thành chiếc máy chơi game gia đình bán chạy nhất của Nintendo và tính đến năm 2021, hệ máy chơi game gia đình bán chạy thứ tư cho đến nay.
Wii đã định vị lại Nintendo như một người chơi quan trọng trên thị trường phần cứng trò chơi điện tử. Sự ra đời của các trò chơi điều khiển bằng chuyển động thông qua Wii Remote đã khiến cả Microsoft và Sony phải phát triển các sản phẩm cạnh tranh của riêng họ—Kinect và PlayStation Move. Nintendo nhận thấy trong khi Wii đã mở rộng nhân khẩu học mà họ muốn, game thủ cốt lõi lại xa lánh Wii. Kế nhiệm của Wii, Wii U, nhằm mục đích chiếm lại thị trường game thủ cốt lõi này với các tính năng bổ sung. Wii U phát hành năm 2012 và Nintendo tiếp tục bán cả hai thiết bị này trong năm sau đó. Wii chính thức bị ngừng sản xuất vào tháng 10 năm 2013, mặc dù Nintendo vẫn tiếp tục sản xuất và tiếp thị Wii Mini cho đến năm 2017 và cung cấp các dịch vụ trực tuyến của Wii đến năm 2019.

## Lịch sử

### Phát triển

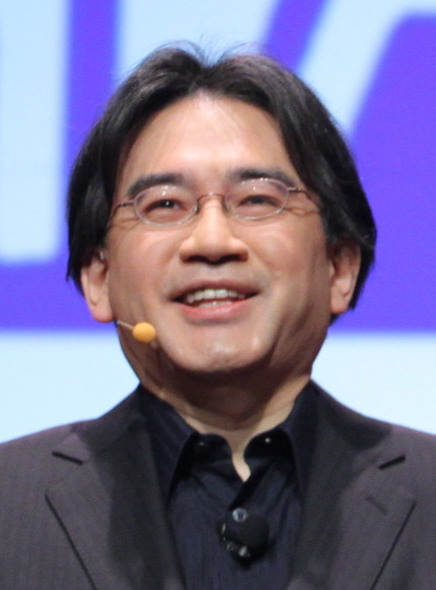
Iwata Satoru trong vai trò chủ tịch của Nintendo đã chỉ đạo công ty thiết kế Wii out-of-the-box để thu hút nhiều người chơi hơn.

Sau khi Nintendo phát hành GameCube vào năm 2001, công ty bắt đầu lên ý tưởng cho việc cho ra đời hệ máy tiếp theo của họ. Nhà thiết kế trò chơi Nintendo Miyamoto Shigeru nói họ đã tập trung vào một hình thức tương tác người chơi mới. "Sự nhất quán về mặt sức mạnh không phải là tất cả đối với một hệ máy. Quá nhiều hệ máy mạnh không thể tồn tại cùng lúc. Nó giống như chuyện chỉ có khủng long là loài hung dữ. Chúng tự đấu đá nhau và đẩy nhanh tiến trình tuyệt chủng." Công ty đã nhìn thấy những trò chơi như Dance Dance Revolution đã làm được gì với các phương pháp điều khiển độc đáo, theo Miyomoto. Khoảng thời gian này, Nintendo bắt đầu hợp tác với Gyration Inc., một công ty đã phát triển một số bằng sáng chế liên quan đến phát hiện chuyển động, để tạo mẫu các bộ điều khiển trong tương lai bằng các bằng sáng chế được cấp phép của họ.
Trong hai năm tiếp theo, doanh số của GameCube bị giảm sút so với các đối thủ cạnh tranh, PlayStation 2 của Sony và Xbox của Microsoft. Iwata Satoru, được thăng chức làm chủ tịch của Nintendo vào tháng 5 năm 2002 sau khi Yamauchi Hiroshi nghỉ hưu, nhận ra Nintendo đã không theo kịp các xu hướng trong ngành công nghiệp trò chơi điện tử, chẳng hạn như áp dụng trò chơi trực tuyến. Ông cũng nhận ra bản thân trò chơi điện tử đã trở nên quá độc quyền và muốn Nintendo theo đuổi phần cứng và phần mềm chơi trò chơi có thể thu hút mọi lứa tuổi. Iwata đã chỉ đạo phân tích vị trí của Nintendo trên thị trường, nhận thấy việc tập trung vào các giải pháp khó cạnh tranh đã tạo ra các hệ máy làm cho các nhà phát triển khó tạo ra trò chơi, càng cản trở vị thế của Nintendo. Một trong những bước quan trọng đầu tiên mà Iwata đã thực hiện dựa trên nghiên cứu của công ty là chỉ đạo phát triển Nintendo DS, một thiết bị cầm tay tích hợp màn hình kép bao gồm màn hình cảm ứng, để hồi sinh dòng máy chơi trò chơi điện tử cầm tay của họ.
Năm 2003, Iwata gặp Miyamoto và Takeda Genyo để thảo luận về thế hệ máy chơi trò chơi điện tử tại gia tiếp theo dựa trên nghiên cứu thị trường của họ. Iwata đã hướng dẫn Takeda "đi ra khỏi lộ trình công nghệ" cho hệ máy này này, nhưng đảm bảo chỉ có một mục tiêu là "ngay cả một người mẹ cũng phải thích máy" một phần của điều này không chỉ để thu hút những người chơi không chuyên mà còn hướng tới việc thiết kế một hệ máy có khả năng chơi bất kỳ trò chơi Nintendo nào trong quá khứ, điều này sẽ giảm số lượng máy mà người ta cần phải kết nối và loại bỏ sự lộn xộn. Những kỹ sư và nhà thiết kế trò chơi đã hợp tác với nhau để phát triển khái niệm đi xa hơn nữa, Takeda dẫn đầu về các thành phần phần cứng của máy trong khi Miyamoto dẫn đầu trong việc phát triển thêm một loại bộ điều khiển mới dựa trên công nghệ cảm biến chuyển động của Gyration. Iwata đã đề xuất hệ máy mới này sử dụng cảm biến chuyển động để đơn giản hóa giao diện trò chơi nhằm giúp trò chơi hấp dẫn hơn nữa đối với tất cả người dùng. Một nguyên mẫu ban đầu đã hoàn thành trong vòng sáu tháng.
Nintendo DS được cho là đã ảnh hưởng đến thiết kế của Wii. Nhà thiết kế Ken'ichiro Ashida lưu ý, "Ý tưởng về DS cứ lởn vởn trong đầu chúng tôi khi tạo ra Wii. Chúng tôi đã nghĩ đến việc sao chép lại màn hình cảm ứng của DS, và thậm chí đã đưa ra một mẫu thử nghiệm." Ý tưởng cuối cùng đã bị từ chối vì quan điểm cho là hai hệ máy chơi trò chơi điện tử giống hệt nhau thì không đem lại ý nghĩa gì cả. Miyamoto cũng nói, "[...] nếu DS đã lột xác, chúng tôi phải đưa Wii trở lại." Vào tháng 6 năm 2011, Nintendo tiết lộ nguyên mẫu kế thừa của DS cho Wii, chính là là Wii U.

### Công bố
Tên mã của máy là "Revolution" kể từ ngày 11 tháng 5 năm 2004, công bố tại cuộc họp báo của Nintendo tại Los Angeles, California  ngày 27 tháng 4 năm 2006, ngay trước thềm diễn ra sự kiện  E3. Trước khi công bố tên mã của Wii, giới truyền thông gọi tạm máy là "GCNext" hoặc Gamecube Next và "N5" hoặc máy chơi trò chơi điện tử lớn thứ năm của Nintendo.

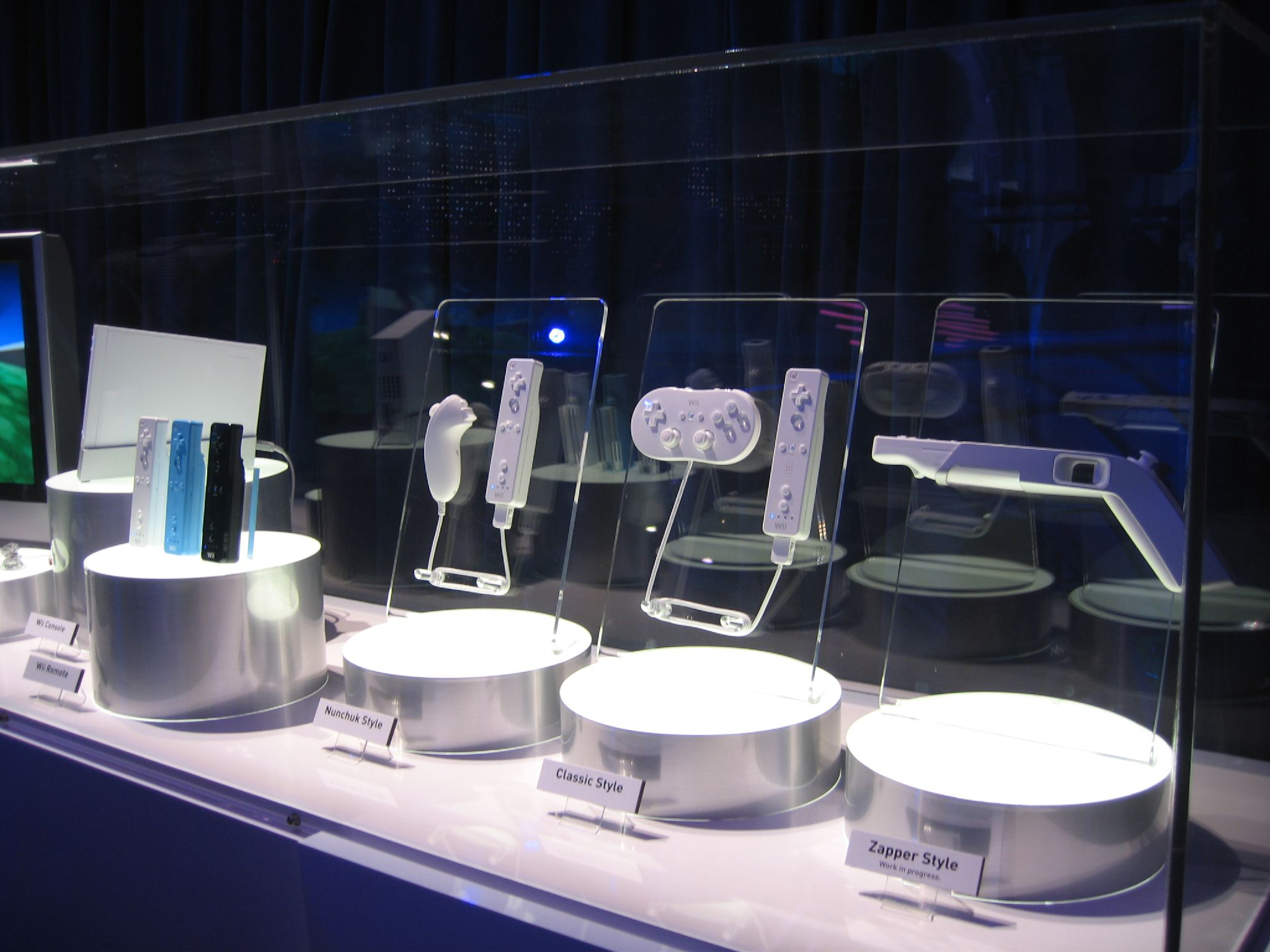
Wii và một số thiết bị ngoại vi của máy được trưng bày tại E3 2006

Cách đánh vần "Wii" của Nintendo (với hai ký tự "i" nhỏ), được thiết kế để trông giống hai người đứng cạnh nhau (đại diện cho người chơi tụ tập lại với nhau) và là đại diện cho Wii Remote và Nunchuk. Lý do mà công ty đưa ra cho sự lựa chọn đó là:
Wii phát âm giống như 'chúng tôi', điều này nhấn mạnh rằng đây là hệ máy dành cho tất cả mọi người. Wii có thể dễ dàng được ghi nhớ bởi mọi người trên khắp thế giới, bất kể họ nói ngôn ngữ nào. Không bị nhầm lẫn.

Một số nhà phát triển trò chơi điện tử và các phóng viên cho biết họ thích "Revolution" hơn "Wii". Tạp chí Forbes bày tỏ sự sợ hãi "cái tên đó sẽ truyền đạt một cảm giác "con nít" tới cả hệ máy. BBC đưa tin ngay sau khi được thông báo "một danh sách dài các trò đùa vui nhộn, dựa theo cái tên" đã xuất hiện trên Internet.
Phó chủ tịch công ty Nintendo của Mỹ Perrin Kaplan bảo vệ sự lựa chọn "Wii" hơn là "Revolution" và trả lời các nhà phê bình tên, nói "Sống với máy, ngủ với máy, ăn với máy, di chuyển cùng với máy và hy vọng tất cả sẽ gặp nhau ở cùng một chỗ." Chủ tịch Nintendo của Mỹ Reggie Fils-Aime đã thừa nhận phản ứng ban đầu và giải thích thêm về sự thay đổi này:
là một cái tên, không phải là lý tưởng; nó dài và trong một số nền văn hóa, rất khó phát âm. Vì vậy, chúng tôi muốn một cái gì đó ngắn gọn, trọng tâm, dễ phát âm và đặc biệt. Đó là 'Wii,' với tư cách là tên của hệ máy, được tạo ra.

Nintendo đã nhấn mạnh tên gọi chính thức là "Wii system" hoặc "Wii console." The Nintendo Style Guide đề cập đến máy " đơn giản là Wii, không phải Nintendo Wii", là hệ máy đầu tiên phát hành ra thị trường bên ngoài Nhật Bản mà không có tên công ty trong nhãn hiệu. Kế nhiệm của Wii, Wii U, cũng bán ra thị trường mà không có chữ Nintendo, mặc dù kế nhiệm của Wii U, Nintendo Switch, lại có chữ Nintendo.

### Phát hành

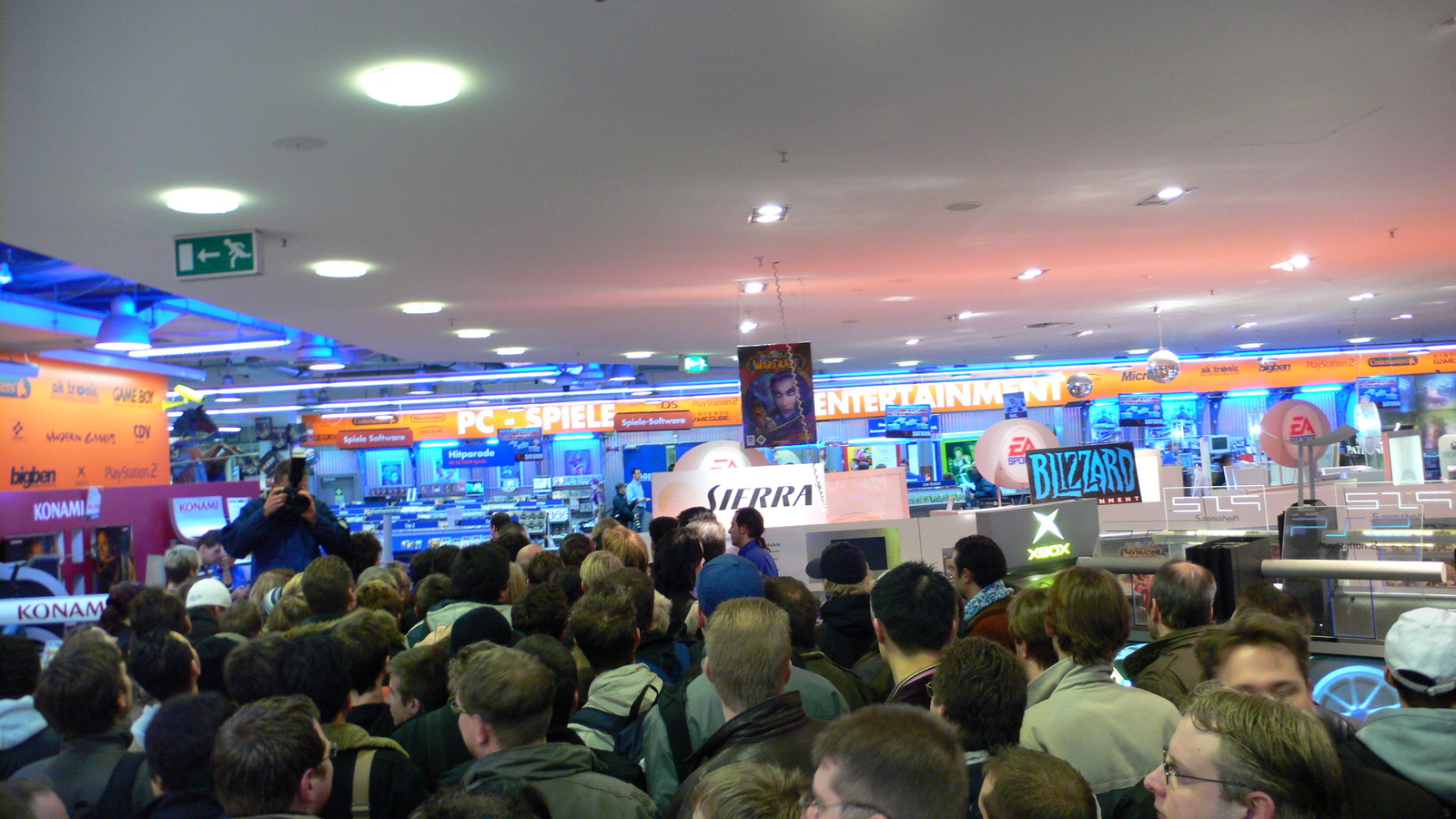
Bên trong một cửa hàng bận rộn trong lễ ra mắt Wii ở Hamburg

Tại một cuộc họp báo chính sách ngày 7 tháng 6 năm 2006, Nintendo tiết lộ kế hoạch phát hành 6 triệu máy và 17 triệu đơn vị phần mềm trong năm tài chính kết thúc vào ngày 31 tháng 3 năm 2007. Điều này bao gồm 4 triệu máy trở lên mà họ dự kiến sẽ xuất xưởng vào cuối năm năm 2006. Có thông báo phần lớn các lô hàng năm 2006 sẽ phân bổ cho châu Mỹ, và 33 tựa trò chơi sẽ có sẵn khi ra mắt.
Phó chủ tịch kiêm tổng giám đốc của Nintendo tại Canada, Ron Bertram, tuyên bố công ty dự kiến một triệu máy sẽ có sẵn ở Bắc Mỹ ngay khi ra mắt, theo báo cáo của IGN vào ngày 25 tháng 9 năm 2006. Ngày hôm sau, Nintendo coi thông tin này là "một lời nói sai về số lượng máy Wii sẽ có mặt ở châu Mỹ trong thời gian ra mắt", và nhắc lại các tuyên bố trước đó về lô hàng dự kiến là 4 triệu bảng máy trên toàn thế giới vào cuối năm 2006 với lượng máy có sẵn sẽ phân bổ lớn nhất ở châu Mỹ. Công ty khẳng định họ "đang làm việc để đảm bảo nguồn cung dồi dào và dòng chảy ổn định."

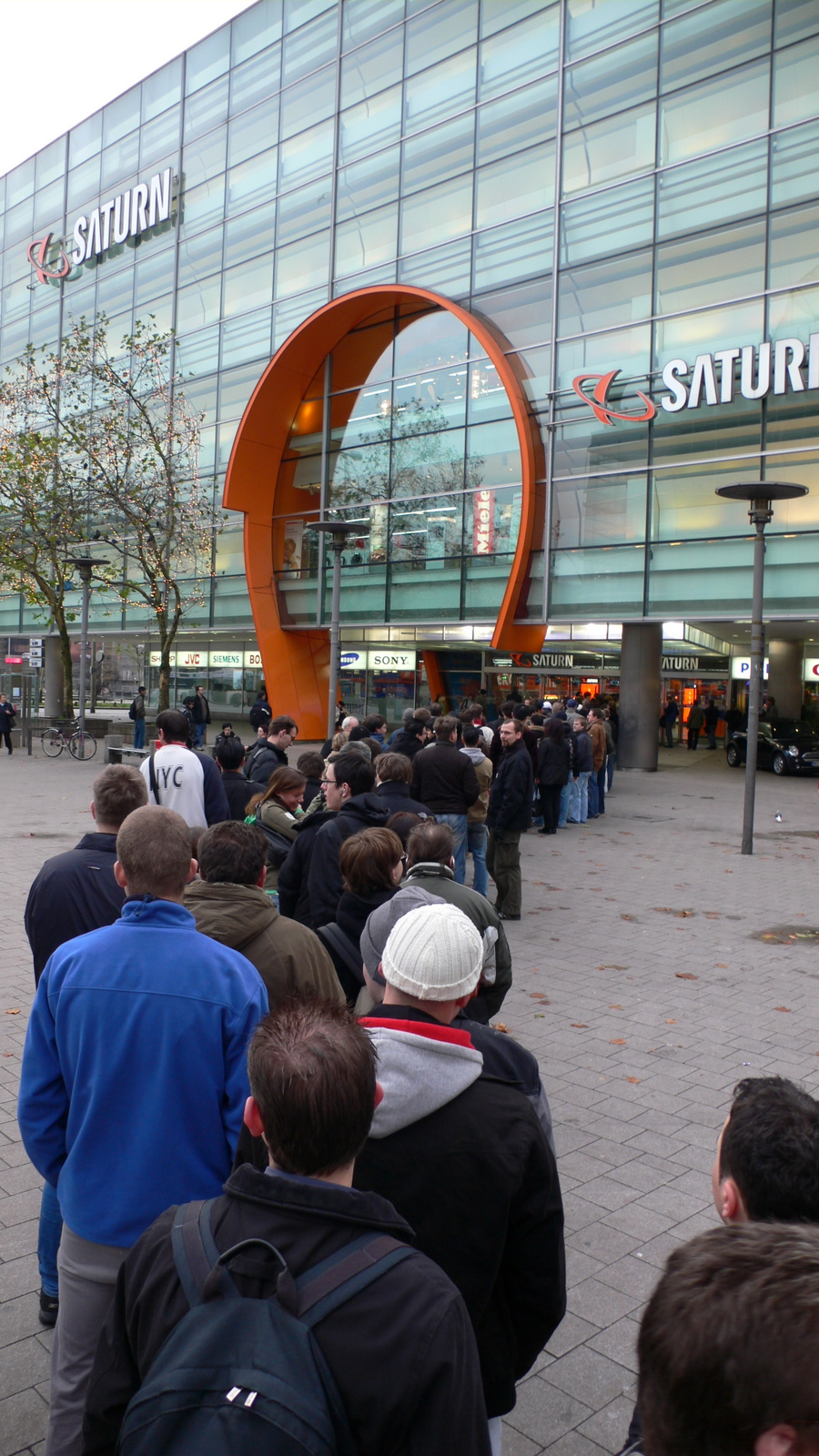
Hàng người đợi ra mắt Wii ở Hamburg

Vào ngày 14 tháng 9 năm 2006, Nintendo công bố thông tin phát hành cho Nhật Bản, Bắc và Nam Mỹ, Châu Đại Dương, Châu Á và Châu Âu bao gồm ngày tháng, giá cả và số liệu phân phối dự kiến. Wii ra mắt tại Mỹ vào ngày 19 tháng 11 năm 2006 với giá 249.99 đô la Mỹ, tại Nhật Bản vào ngày 2 tháng 12 với giá 25.000 yên Nhật, tiếp theo là Úc vào ngày 7 tháng 12 với giá 399,95 đô la Úc và sau đó tung ra thị trường Anh vào ngày 8 tháng 12 với giá 179 bảng Anh và cho phần lớn châu Âu. Việc ra mắt Wii ở Tây Ban Nha đã dời sang ngày 9 tháng 12 năm 2006, vì ngày 8 tháng 12 năm 2006 là ngày kỷ niệm Đức Mẹ Vô nhiễm Nguyên tội và do đó tất cả các cửa hàng sẽ đóng cửa. Vì lý do tương tự, các bản phát hành của Ý và Thụy Sĩ cũng chuyển sang một ngày trước đó, ngày 7 tháng 12 năm 2006.
Nước Anh đã trải qua sự thiếu hụt trên diện rộng các thiết bị Wii tại nhiều High Street và cửa hàng trực tuyến, không thể đáp ứng tất cả các đơn đặt hàng trước khi phát hành. Ở Anh, các game thủ đã xếp hàng vào lúc nửa đêm tại Game và HMV. Hàng đợi từ cả hai cửa hàng bán lẻ kéo dài vào các con hẻm sau và cả các con phố nhỏ. Game thậm chí còn phát cho người chờ những miếng bánh pizza và những chiếc dù mang nhãn hiệu Wii. HMV, trong khi đó, tặng túi goodie có áo phông mang nhãn hiệu Wii và áp phích The Legend of Zelda. Những người nổi tiếng như Pat Cash và Ian Wright đã xuất hiện để quảng cáo cho Wii.
Vào ngày 26 tháng 12 năm 2006, Nintendo thông báo họ sẽ phát hành Wii tại Hàn Quốc vào cuối năm 2007. Tuy nhiên, vào ngày 28 tháng 10 năm 2007, kế hoạch đã bị thay đổi khi Iwata Satoru thông báo Wii sẽ tung ra ở Nam Hàn Quốc vào ngày 26 tháng 4 năm 2008, cùng với những chi tiết đầu tiên để phát hành Wii ở Trung Quốc cũng vào năm 2008, do nhu cầu Wii tăng cao. Wii sau đó ra mắt tại Đài Loan vào ngày 12 tháng 7 năm 2008, và Hồng Kông vào ngày 12 tháng 12 năm 2009.
Vào ngày 13 tháng 11 năm 2006, đã có xác nhận 21 tựa trò chơi sẽ có mặt vào ngày ra mắt ở Bắc Mỹ và Nam Mỹ, với 12 trò khác sẽ phát hành trong năm 2006, nâng tổng số lên 33 trò chơi. Ngoại trừ Nhật Bản và Hàn Quốc, Wii Sports sẽ có sẵn trong hộp máy ở tất cả các khu vực. Bất chấp mức giá 60 đô la Mỹ được niêm yết cho nhiều trò chơi thế hệ thứ bảy ở Mỹ, các tựa trò chơi Wii có giá cao nhất là 50 đô la Mỹ tại các cửa hàng bán lẻ lớn của Mỹ.
Mặc dù việc khởi chạy Wii thuận lợi hơn đáng kể so với Xbox 360 và PlayStation 3, nhưng không phải không có vấn đề của máy. Do sự khan hiếm của Wii Remote và Nunchuk, tình trạng lũng đoạn giá trên diện rộng bắt đầu hình thành. Phản ứng ban đầu của người tiêu dùng đối với Wii dường như khá tích cực, với các nhà bình luận đánh giá việc ra mắt là hoàn toàn thành công.

## Phân khúc khách hàng
Nintendo đã hy vọng vào phân khúc khách hàng rộng hơn so với những hệ máy khác cùng thế hệ thứ bảy. Tại một cuộc họp báo cho trò chơi điện tử Dragon Quest IX: Sentinels of the Starry Skies trên Nintendo DS vào tháng 12 năm 2006, Iwata Satoru khẳng định 
Chúng tôi không nghĩ đến việc đối đâù với các sản phẩm của Sony, nhưng mà là về số lượng người chơi trò chơi điện tử. Thứ mà chúng tôi đang nghĩ đến nhiểu nhất không phải là sự di động của một cỗ máy chơi trò chơi điện tử, vân vân, chúng tôi muốn những người chơi mới.

Điều này được phản ánh trong loạt quảng cáo trên truyền hình của Nintendo ở Bắc Mỹ (đạo diễn bởi Academy Gaghan - người từng đoạt giải Oscar,) và quảng cáo trên Internet. Các khẩu hiệu quảng cáo là "Wii would like to play" và "Experience a new way to play"; quảng cáo bắt đầu vào ngày 15 tháng 11 năm 2006 và có tổng ngân sách hơn 200 triệu đô la Mỹ trong năm. Các sản phẩm là chiến lược quảng cáo rộng rãi đầu tiên của Nintendo và bao gồm một video clip dài hai phút cho thấy một số người thích hệ máy Wii: những người ở chung cư, nông dân, ông bà và cha mẹ với con cái của họ. Âm nhạc trong các quảng cáo là từ bài hát "Kodo (Inside the Sun Remix)" của Yoshida Brothers. Một báo cáo của tờ báo Anh The People nói Nữ hoàng Elizabeth II cũng từng sử dụng máy.

## Phần cứng

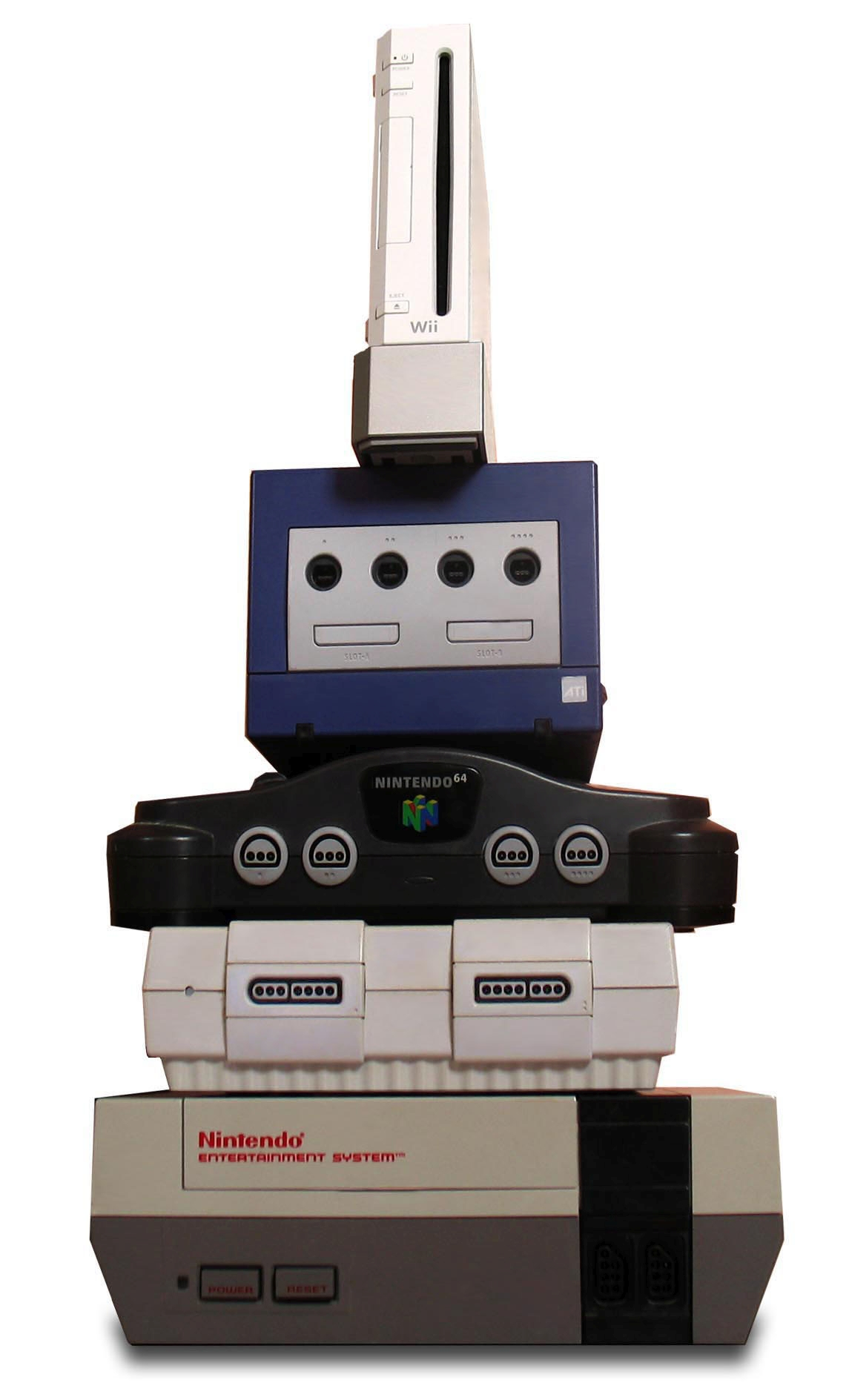
Wii so với NGC, N64, North American SNES và NES

Trái ngược với các hệ máy trước đây, Nintendo đã thiết kế Wii từ các thành phần phần cứng thương mại bán sẵn thay vì tìm kiếm các thành phần tùy chỉnh, vì họ không tìm cách vượt qua hiệu suất tính toán của các đối thủ cạnh tranh. Điều này đã giúp giảm chi phí của Wii cho người tiêu dùng.
CPU của máy là một bộ xử lý dựa trên PowerPC của IBM có tên là Broadway với xung nhịp 729 MHz. Broadway dựa trên quy trình 90 nm so với quy trình 180 nm được sử dụng trong CPU của GameCube, Gekko, và có thể giảm 20% mức tiêu thụ điện năng. GPU của Wii là một hệ thống ATI trên một con chip có tên là Hollywood, bao gồm một bộ xử lý lõi chạy ở tốc độ 243 MHz, 3 MB bộ nhớ kết cấu, bộ xử lý tín hiệu kỹ thuật số và các chức năng nhập/xuất. GPU cũng bao gồm thêm 24 MB 1T-SRAM và thêm 64 MB 1T-SRAM trên bo mạch chủ để cung cấp tổng cộng 88 MB bộ nhớ cho máy. Sức mạnh tính toán của Wii mạnh gấp khoảng 1,5 đến 2 lần so với GameCube, nhưng bị coi là kém mạnh nhất trong số các hệ máy lớn khác cùng thế hệ.
Bo mạch chủ của Wii bao gồm bộ điều hợp WiFi hỗ trợ chế độ IEEE 802.11 b/g và ăng-ten Bluetooth mà máy sử dụng để giao tiếp với Wii Remote và các bộ điều khiển khác. Có thể sử dụng Bộ điều hợp mạng LAN dựa trên USB để kết nối Wii với mạng Ethernet có dây.
Mặt trước của máy có ổ đĩa quang dạng nạp vào khe có đèn sáng, chỉ chấp nhận  Wii Optical Discs 12 cm và Nintendo GameCube Game Discs 8 cm; ổ đĩa không thể đọc các phương tiện đĩa quang thông thường khác như DVD-Video, DVD-Audio hoặc Compact Discs. Nintendo đã lên kế hoạch kết hợp tính năng này vào các bản sửa đổi sau này của Wii nhưng lịch trình của họ đã bị trì hoãn do công ty tập trung vào việc đáp ứng nhu cầu cho Wii và cuối cùng đã chuyển hướng. Đèn LED nằm trong khe của ổ đĩa quang sẽ bật sáng để hiển thị trạng thái của hệ thống, chẳng hạn như nhấp nháy màu xanh lam khi hệ thống đang giao tiếp với dịch vụ WiiConnect24.
Wii có 512 MB bộ nhớ flash trong để lưu trữ các trò chơi đã lưu và nội dung tải xuống từ các Wii Channel. Người dùng có thể mở rộng bộ nhớ của họ cho các trò chơi đã tải xuống và trò chơi đã lưu, cũng như cung cấp ảnh và nhạc có thể sử dụng với một số trò chơi và kênh Wii, thông qua thẻ SD (và thẻ SDHC sau này) được lắp vào một khe cắm bên ngoài, nằm dưới máy ở phía trước. Các bản cập nhật hệ thống sau này đã thêm khả năng chơi trò chơi trực tiếp từ thẻ SD.
Mặt sau của máy có đầu ra video và kết nối nguồn của thiết bị cùng với hai cổng USB. Mặt trên của máy, khi đặt theo chiều dọc, bao gồm bốn cổng cho bộ điều khiển GameCube và thẻ nhớ GameCube.
Wii là máy chơi trò chơi điện tử nhỏ nhất của Nintendo vào thời điểm đó (chiếc máy nhỏ nhất hiện nay là hệ máy lai Nintendo Switch, khi ở chế độ di động); máy có chiều rộng 44 mm (1,73 in), chiều cao 157 mm (6,18 in) và 215,4 mm (8,48 in) theo chiều dọc, lớn hơn một chút so với ba hộp DVD xếp chồng lên nhau. Chân đế đi kèm rộng 55,4 mm (2,18 in), cao 44 mm (1,73 in) và sâu 225,6 mm (8,88 in). Máy nặng 1,2 kg (2,7 lb), nhẹ nhất trong ba máy thế hệ thứ bảy. Wii có thể đứng theo chiều ngang hoặc chiều dọc.

### Wii Remote
Wii Remote là bộ điều khiển chính cho máy. Remote chứa một gia tốc kế ba chiều dựa trên MEMS, cùng với các cảm biến phát hiện hồng ngoại nằm ở đầu xa của bộ điều khiển. Gia tốc kế cho phép Wii Remote nhận ra hướng của máy sau khi di chuyển từ vị trí nghỉ, chuyển chuyển động đó thành nhận dạng cử chỉ cho một trò chơi. Ví dụ: trò chơi đóng gói Wii Sports bao gồm trò chơi bowling mười pin yêu cầu người chơi cầm Wii Remote và thực hiện giao bóng; Wii Remote có thể tính đến vị trí của người chơi so với thanh Cảm biến, xoay cánh tay và cổ tay của họ để áp dụng tốc độ và độ xoáy cho việc giao bóng ảo trên màn hình. Các đầu dò hồng ngoại được sử dụng để theo dõi phát xạ từ các đèn LED trong Thanh cảm biến đi kèm, đặt ngay trên hoặc dưới màn hình TV, để theo dõi hướng tương đối của Wii Remote đối với màn hình. Điều này mang lại cho Remote khả năng hoạt động như một thiết bị trỏ giống như chuột máy tính trên màn hình TV, với phạm vi phát hiện chính xác khoảng 15 foot (4,6 m). Ngoài ra, Wii Remote có các đầu vào bộ điều khiển truyền thống, bao gồm một bàn phím định hướng (d-pad), ba nút thao tác trên khuôn mặt và bộ kích hoạt vai và bốn nút liên quan đến hệ thống bao gồm một công tắc nguồn. Wii Remote kết nối với Wii thông qua Bluetooth với phạm vi khoảng 30 foot (9,1 m), giao tiếp cảm biến và thông tin tới thiết bị điều khiển. Wii Remote bao gồm một loa bên trong và một cục rung có thể được kích hoạt bởi một trò chơi để cung cấp phản hồi trực tiếp đến tay người chơi. Tối đa bốn Wii Remote có thể kết nối không dây với Wii, với đèn LED trên mỗi Remote cho biết Remote đã kết nối với số hiệu nào. Remote hoạt động bằng pin và khi Remote không bật nguồn, các đèn LED này có thể hiển thị lượng pin còn lại.

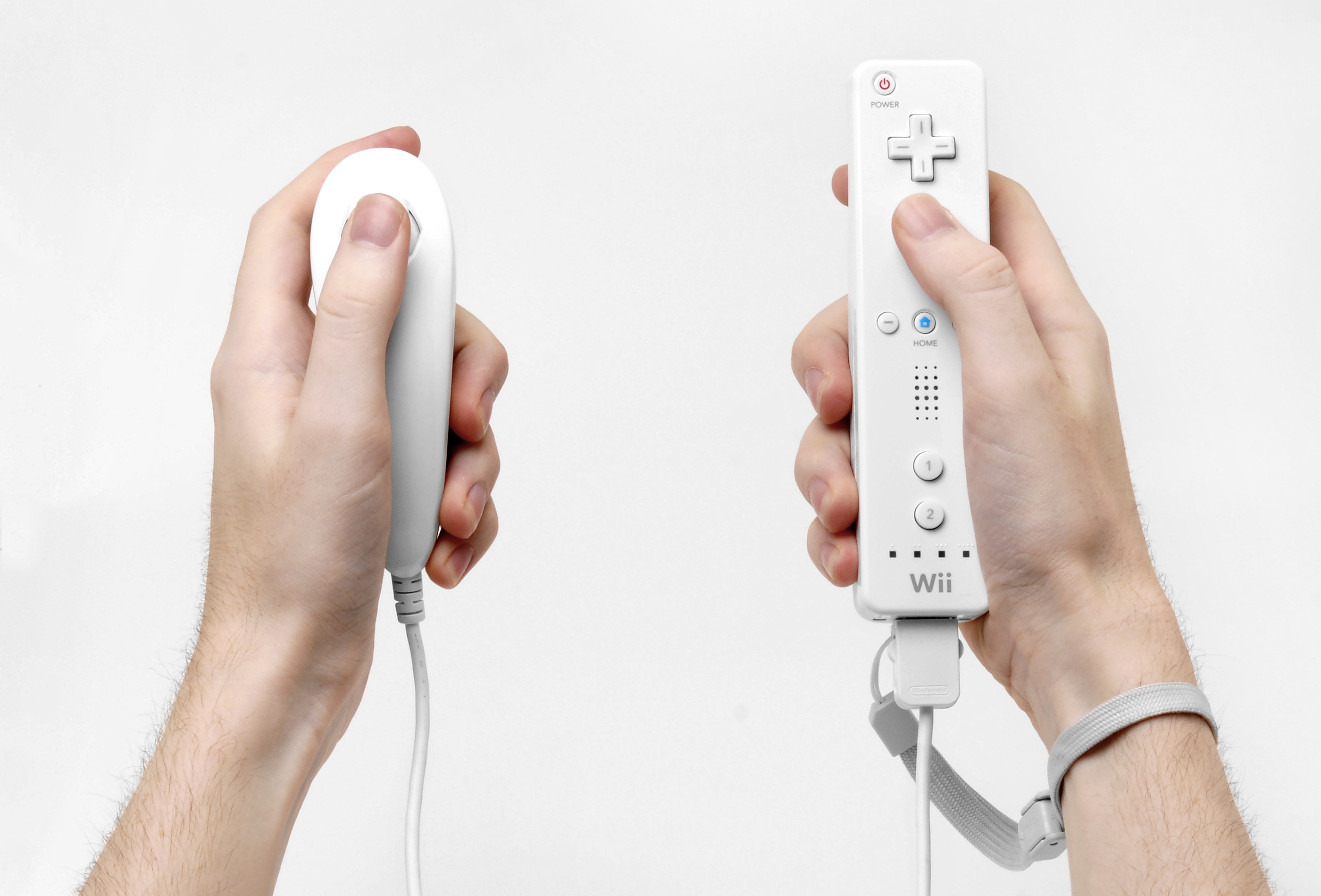
Trên tay một Nunchuk, Wii Remote và strap

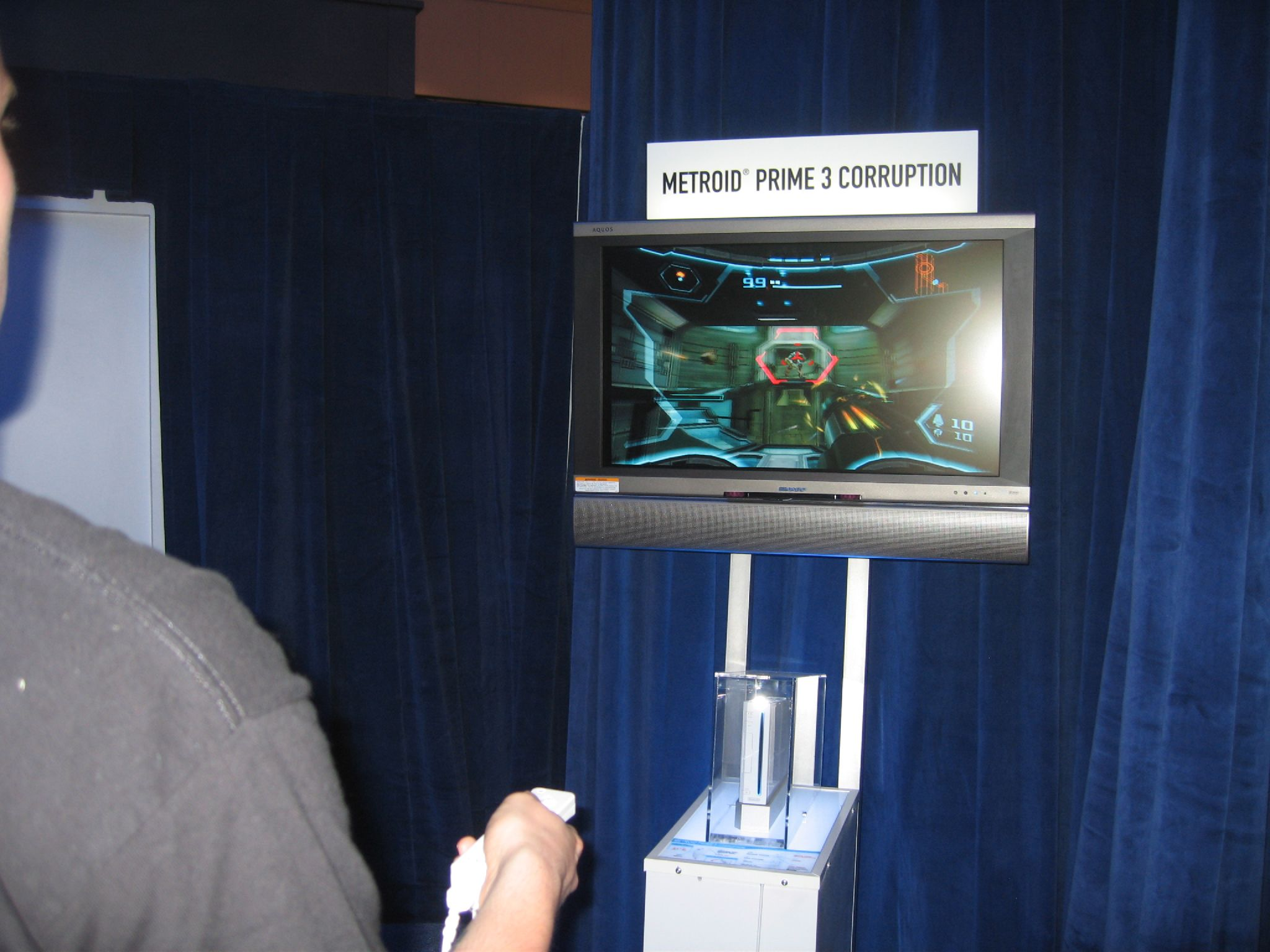
Wii Remote đang được sử dụng để chơi Metroid Prime 3 tại E3 2006. Có thể nhìn thấy thanh cảm biến ở chân màn hình TV.

Một dây đeo cổ tay đi kèm Wii Remote, với một đầu được gắn vào phần dưới cùng của thiết bị. Nintendo rất khuyến khích người chơi sử dụng dây đeo trong trường hợp Wii Remote vô tình bị tuột khỏi tay. Nintendo đã thu hồi dây đeo ban đầu vào tháng 12 năm 2006 và cung cấp dây đeo miễn phí, chắc chắn hơn để thay thế, cũng như đóng gói dây đeo mới với các gói trong tương lai sau khi công ty phải đối mặt với những thách thức pháp lý từ người dùng đã báo cáo thiệt hại cho ngôi nhà của họ do Wii Remote trượt khỏi tay trong khi chơi. Vào tháng 10 năm 2007, Nintendo cũng đã bổ sung một Wii Remote Jacket bằng silicon cho các lô hàng Wii và Wii Remote, cũng như cung cấp miễn phí cho người dùng hiện tại. Jacket bao bọc xung quanh Remote và chừa lỗ cho các nút và kết nối khác nhau, làm cho bề mặt bớt trơn hơn trong tay người dùng để giảm khả năng Remote rơi khỏi tay người chơi.
Các phụ kiện có thể kết nối với Wii Remote thông qua một cổng độc quyền ở chân bộ điều khiển. Wii xuất xưởng cùng với Nunchuk đi kèm — một thiết bị cầm tay có gia tốc kế, thanh analog và hai nút kích hoạt—kết nối với cổng này trên Wii Remote thông qua cáp 4 foot (1,2 m). Người chơi cầm Wii Remote và Nunchuck trên tay riêng biệt để điều khiển các trò chơi được hỗ trợ.
Phụ kiện Wii MotionPlus cắm vào cổng ở đế của Wii Remote và tăng cường các cảm biến hiện có bằng con quay hồi chuyển để phát hiện chuyển động tốt hơn. Phụ kiện MotionPlus phát hành vào tháng 6 năm 2009 với một số trò chơi mới hỗ trợ trực tiếp chức năng mới này, bao gồm Wii Sports Resort, bao gồm phụ kiện này như một phần của gói. Chức năng MotionPlus sau đó đã tích hợp vào một bản sửa đổi của bộ điều khiển có tên là Wii Remote Plus, phát hành lần đầu tiên vào tháng 10 năm 2010.
Một số nhà sản xuất bộ điều khiển bên thứ ba đã phát triển các phiên bản Wii Remote giá rẻ hơn của riêng họ, mặc dù các phiên bản này thường kém chính xác hơn hoặc thiếu độ nhạy như thiết bị của Nintendo.

### Các bộ điều khiển và phụ kiện khác

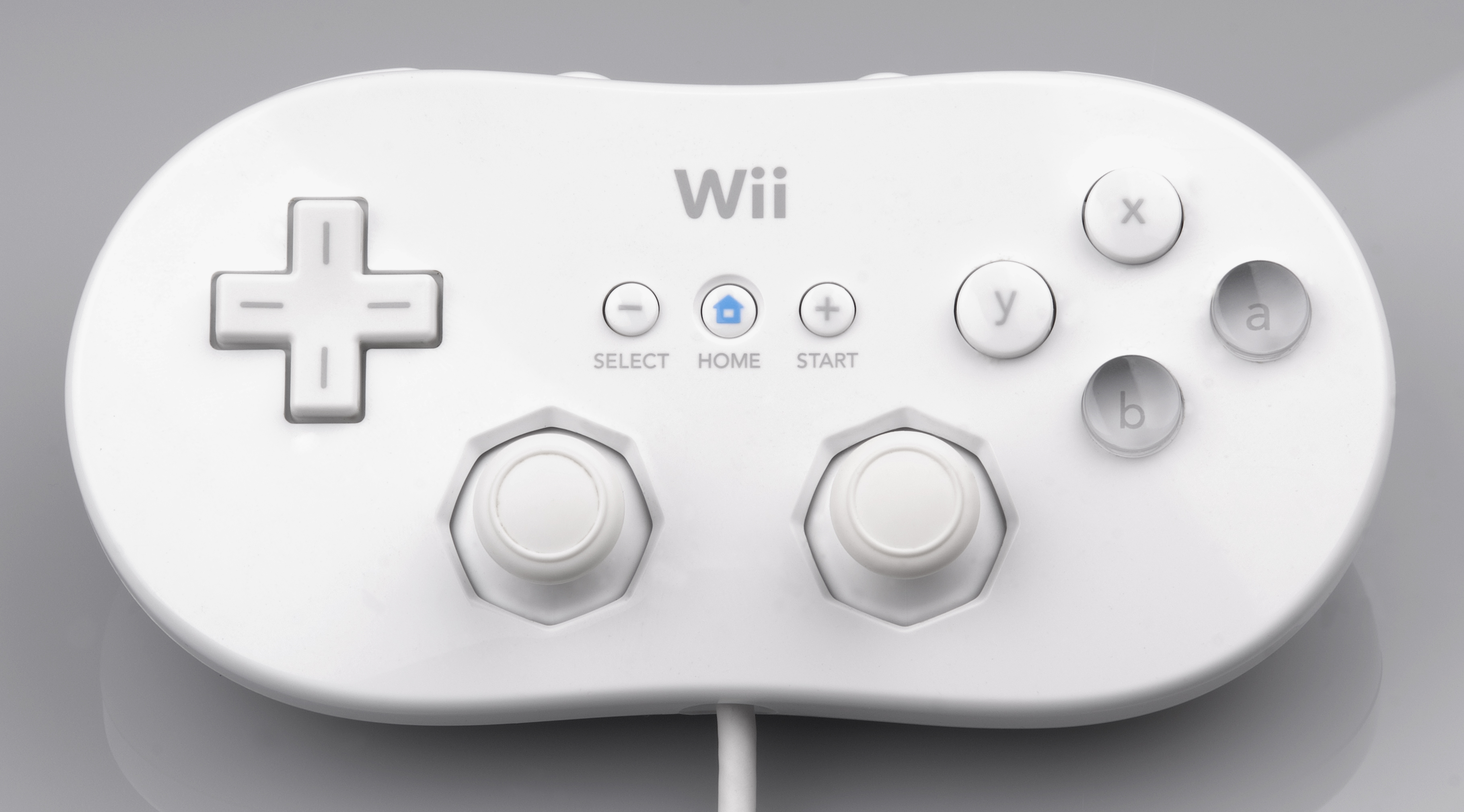
Tay cầm Wii Classic

Classic Controller là một phần mở rộng khác của Wii Remote và tương tự hơn với các gamepad cổ điển. Người chơi có thể sử dụng máy với các trò chơi cũ hơn từ Virtual Console ngoài các trò chơi thiết kế cho Wii. Năm 2009, Nintendo phát hành Wii Classic Controller Pro, mô phỏng theo hệ số hình thức của GameCube và bao gồm hai thanh analog.
Năm 2007, Nintendo giới thiệu Wii Balance Board tại E3 2007 với Wii Fit. Đây là một phụ kiện bàn cân bằng không dây cho Wii, với nhiều cảm biến áp suất được sử dụng để đo trọng tâm cân bằng của người dùng. Wii Fit cung cấp một số chế độ tập thể dục khác nhau theo dõi vị trí của người chơi trên bảng, cũng như đánh bạc tập thể dục, để khuyến khích người chơi tập thể dục hàng ngày. Ngoài việc sử dụng trong Wii Fit Plus của Nintendo để mở rộng phạm vi bài tập bằng Wii Balance Board, phụ kiện này có thể sử dụng trong các trò chơi của bên thứ ba khác để chuyển các chuyển động thăng bằng của người chơi trên thiết bị thành các điều khiển trong trò chơi, chẳng hạn như Shaun White Snowboarding và Skate It. Namco Bandai đã sản xuất một bộ điều khiển dựa trên tấm thảm (một đối thủ cạnh tranh đơn giản hơn, ít phức tạp hơn so với bàn cân bằng).
Một trong những sáng kiến của Iwata tại Nintendo là tập trung vào các sản phẩm "chất lượng cuộc sống", những sản phẩm khuyến khích người chơi thực hiện các hoạt động khác ngoài việc chỉ đơn giản là ngồi và chơi trò chơi điện tử để tăng cường sức khỏe thể chất. Việc sử dụng các điều khiển chuyển động trong Wii phục vụ một phần của điều này, nhưng Nintendo đã phát triển các phụ kiện bổ sung để nâng cao nhận thức về sức khỏe của một người như một yếu tố tiên phong để công ty thâm nhập vào lĩnh vực chăm sóc sức khỏe. Nintendo cũng trình bày một phụ kiện "Vitality sensor" có thể được sử dụng để đo nhịp tim của người chơi. Trong Q&A năm 2013, Iwata Satoru tiết lộ bộ cảm biến Vitality đã bị treo, vì kiểm tra nội bộ cho thấy thiết bị không hoạt động với tất cả người dùng và các trường sử dụng của máy quá hẹp.  Mặc dù vậy, Nintendo vẫn tiếp tục chương trình chất lượng cuộc sống của Iwata với các sản phẩm khác trên máy và trò chơi sau này.
Một số phụ kiện của bên thứ nhất và thứ ba đã được phát triển để Wii Remote có thể lắp vào và sau đó sử dụng theo cách vật lý hơn, tận dụng các chức năng gia tốc kế và con quay hồi chuyển của bộ điều khiển. Một số bản sao của Mario Kart Wii xuất xưởng với Wii Wheel, có thể lắp vào khung tay lái bằng nhựa với Wii Remote để người chơi có thể lái xe hiệu quả hơn trong trò chơi. Trò chơi nhịp điệu sử dụng các nhạc cụ bằng nhựa, chẳng hạn như Guitar Hero III, bán với các nhạc cụ mà Wii Remote có thể lắp vào; cấp nguồn cho các nút khác nhau trên bộ điều khiển và chuyển tiếp điều đó đến Wii.

### Các phiên bản và gói
Gói khởi chạy Wii bao gồm máy; một giá đỡ để cho phép máy có thể đứng thẳng; một bộ ổn định nhựa cho chân đế chính. một Wii Remote, một Nunchuk đính kèm Remote, một Sensor Barvà một giá đỡ có thể tháo rời để gắn trên TV, một bộ chuyển đổi nguồn bên ngoài và hai pin AA cho Wii Remote. Gói này bao gồm một cáp AV tổng hợp với các đầu nối RCA và ở các khu vực thích hợp như ở Châu Âu, một bộ chuyển đổi SCART cũng có sẵn trong hộp. Hầu hết các gói của khu vực đều đóng gói chung với một bản sao của trò chơi Wii Sports.
Mặc dù Nintendo đã giới thiệu máy và Wii Remote với các màu trắng, đen, bạc, xanh chanh và đỏ trước khi phát hành, nhưng chỉ có màu trắng trong hai năm rưỡi đầu tiên bán ra. Máy màu đen có mặt tại Nhật Bản vào tháng 8 năm 2009, ở Châu Âu vào tháng 11 năm 2009 và ở Bắc Mỹ vào ngày 9 tháng 5 năm 2010. Một gói phiên bản Wii màu đỏ phát hành tại Nhật Bản vào ngày 11 tháng 11 năm 2010, kỷ niệm 25 năm Super Mario Bros. Phiên bản châu Âu của gói Wii màu đỏ phiên bản giới hạn phát hành vào ngày 29 tháng 10 năm 2010, bao gồm trò chơi Donkey Kong gốc tải sẵn trên máy, New Super Mario Bros. Wii và Wii Sports. Gói này cũng có Wii Remote Plus, với công nghệ Wii Motion Plus tích hợp. Gói Wii màu đỏ phát hành tại Bắc Mỹ vào ngày 7 tháng 11 năm 2010 cùng với New Super Mario Bros. Wii, Wii Sports và Wii Remote Plus.

### Thông số kỹ thuật
Nintendo đã phát hành một vài chi tiết kỹ thuật liên quan đến Wii, nhưng một số thông tin quan trọng đã bị báo chí làm rò rỉ. Mặc dù không xác nhận chính thức bất kỳ báo cáo nào, người ta thường nói đây là phần mở rộng (hoặc cải tiến) của Nintendo GameCube. Cụ thể, các phân tích báo cáo Wii mạnh hơn 1,5 đến 2 lần so với tiền nhiệm của máy. Dựa trên thông số kỹ thuật, Wii kém nhất so với các máy chơi trò chơi điện tử cùng thế hệ.
| Bộ xử lý: - CPU: PowerPC - dựa trên Broadway, được sản xuất bằng 90 nm SOI Quy trình CMOS, được báo cáo†đạt mức 729 MHz - GPU: ATI Hollywood GPU được tạo bằng quy trình CMOS 990 nm CMOS, reportedly†đạt mức 243 MHz ^† Không có tốc độ xung nhịp nào được xác nhận bởi Nintendo, IBM hoặc ATI. Bộ nhớ: - 88 MB bộ nhớ chính (24 MB internal 1T-SRAM tích hợp vào gói đồ họa, 64 MB external GDDR3 SDRAM) - 3 MB GPU nhúng bộ nhớ kết cấu và bộ đệm khung Cổng và khả năng ngoại vi: - Lên đến 16 tay cầm Wii Remote(10 bộ ở chế độ tiêu chuẩn, 6 bộ ở chế độ dùng một lần, kết nối không dây qua Bluetooth) - Cổng bộ điều khiển Nintendo GameCube (4) - Khe cắm thẻ nhớ Nintendo GameCube (2) - Khe cắm thẻ nhớ SD (hỗ trợ thẻ SDHC, kể từ menu hệ thống 4.0) - USB 2.0 cổng (2) - Cổng nguồn thanh cảm biến - Cổng phụ kiện ở cuối Wii Remote - Tùy chọn đầu vào bàn phím USB trong bảng tin, Wii Shop và các kênh Internet (kể từ khi cập nhật firmware 3.0 và 3.1) - Mitsumi DWM-W004 WiFi 802.11b/g mô-đun không dây - Tương thích với bộ điều hợp USB 2.0 đến Ethernet LAN tùy chọn - Cổng "AV Multi Out" (Xem phần "Hình ảnh") Hệ thống xếp hạng nội dung tích hợp: - BBFC, CERO, ESRB, ACB, OFLC (NZ), PEGI, USK | Lưu trữ: - 512 MB NAND tích hợp bộ nhớ flash - Bộ nhớ mở rộng qua thẻ nhớ SD và SDHC (lên đến 32 GB) - Thẻ nhớ Nintendo GameCube (bắt buộc để lưu trò chơi GameCube) - Ổ đĩa tải trên khe, tương thích với Đĩa trò chơi Nintendo GameCube 8 cm và Đĩa quang Wii 12 cm - Mask ROM bởi Macronix Hình ảnh: - Cổng "AV Multi Out" tùy chỉnh hỗ trợ video tổng hợp, YPBPR component video, S-Video (chỉ máy hệ NTSC) và RGB SCART (chỉ máy hệ PAL) - 480p (PAL/NTSC), 480i (PAL/NTSC) hoặc 576i (PAL), chuẩn 4:3 và 16: 9 màn hình rộng anamorphic Âm thanh: - Chính: Stereo – Dolby Pro Logic II-capable - Bộ điều khiển: Loa tích hợp - DSP âm thanh Sự tiêu thụ năng lượng: - 18 W khi bật - 9.6 W ở chế độ chờ với kết nối chờ WiiConnect24 - 1.3 W ở chế độ chờ |

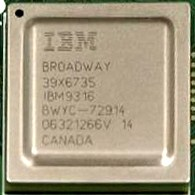
IBM Wii Broadway CPU

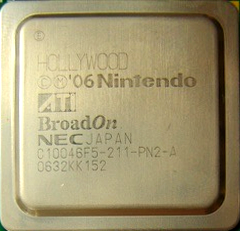
ATI Wii Hollywood GPU

### Vấn đề kỹ thuật
Việc cập nhật phần mềm hệ thống Wii đầu tiên (thông qua WiiConnect24) gây ra một số lượng nhỏ các máy bị hoàn toàn không thể sử dụng. Điều này buộc người dùng phải gửi máy đến Nintendo để sửa chữa (nếu họ muốn giữ lại dữ liệu đã lưu) hoặc trao đổi chúng để thay thế miễn phí.
Với việc phát hành đĩa quang hai lớp Wii Optical Discs, Nintendo of America tuyên bố một số hệ máy Wii có thể gặp khó khăn khi đọc phần mềm mật độ cao (do ống kính laser bị nhiễu). Nintendo cung cấp bộ dụng cụ làm sạch ống kính bán lẻ và sửa chữa miễn phí cho những người gặp vấn đề này.
Wii Remote có thể mất dấu của máy Wii mà máy đã cài đặt để tái thiết lập và tái đồng bộ. Trang web hỗ trợ của Nintendo cung cấp hướng dẫn cho quy trình này và khắc phục các sự cố liên quan.

## Phiên bản khác
Tiền tố cho sơ đồ đánh số Wii và các bộ phận và phụ kiện của máy là "RVL-" cho tên mã, "Revolution". Ví dụ: Wii cơ bản có số model là RVL-100. Ví dụ.

#### Mẫu thiết kế lại

Bố cục của Wii Family Edition với các nhãn được căn chỉnh theo chiều ngang, giống như thiết kế máy là để đặt nằm, không giống như phiên bản gốc

Một biến thể giảm chi phí của Wii (kiểu RVL-101), đôi khi gọi là Family Edition, như tên gọi cho các gói mà máy giới thiệu, phát hành muộn trong vòng đời của nền tảng này đã loại bỏ tất cả chức năng GameCube, thiếu các cổng điều khiển và khe cắm thẻ nhớ như trên mô hình gốc. Ngoài ra, máy không bao gồm chân đế, vì máy thiết kế để đặt theo chiều ngang. Nintendo đã công bố bản sửa đổi mới vào tháng 8 năm 2011 để thay thế cho mẫu Wii ban đầu mà hãng đã ngừng sản xuất ở một số khu vực bao gồm Châu Âu và Mỹ. Gia của hệ máy này là 149,99 đô la Mỹ, giảm thêm cho MSRP hiện tại của Wii là 199,99 đô la Mỹ công bố vào tháng 9 năm 2009.

Máy công bố vào ngày 17 tháng 8 năm 2011 và  phát hành tại Mỹ vào ngày 23 tháng 10 năm 2011 và Châu Âu vào ngày 4 tháng 11 năm 2011. Máy bán ở Châu Âu, đi kèm với một Wii Remote Plus, Wii Party, và Wii Sports. Máy ra mắt với màu trắng, nhưng sau đó có thêm một máy màu đen đi kèm với New Super Mario Bros. Wii và CD nhạc phim chính thức của Super Mario Galaxy phát hành vào ngày 23 tháng 10 năm 2011 và máy Wii màu xanh lam đã phát hành trùng với Thứ Sáu Đen và việc phát hành Mario & Sonic at the London 2012 Olympic Games vào ngày 18 tháng 11 năm 2011. Vào cuối năm 2012, Nintendo đã phát hành phiên bản màu đen Bắc Mỹ, bao gồm trò chơi Wii Sports và Wii Sports Resort trên một đĩa thay vì New Super Mario Bros. Wii và nhạc của Super Mario Galaxy.
Các cổng điều khiển GameCube và khe cắm thẻ nhớ vẫn còn trong Wii Family Edition

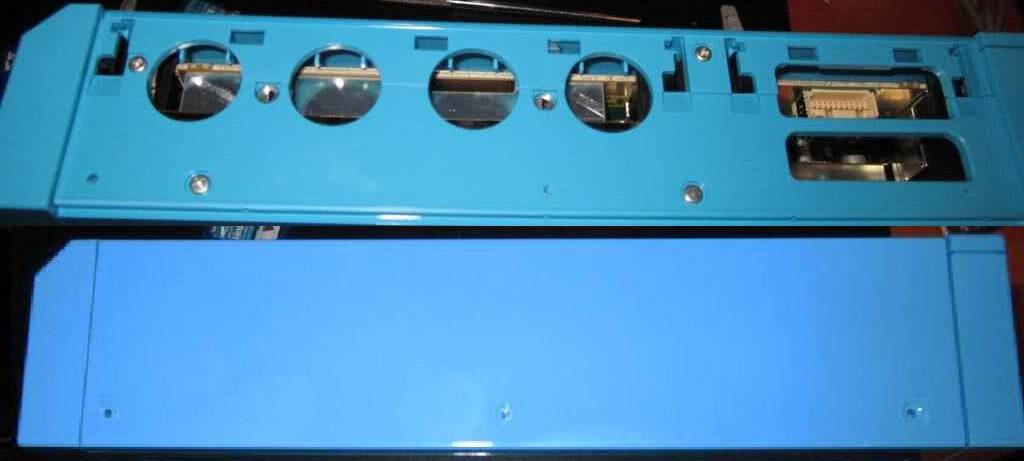
Không gian trống khi tháo nắp trên, đáng lẽ là nơi để đặt các cổng và khe cắm
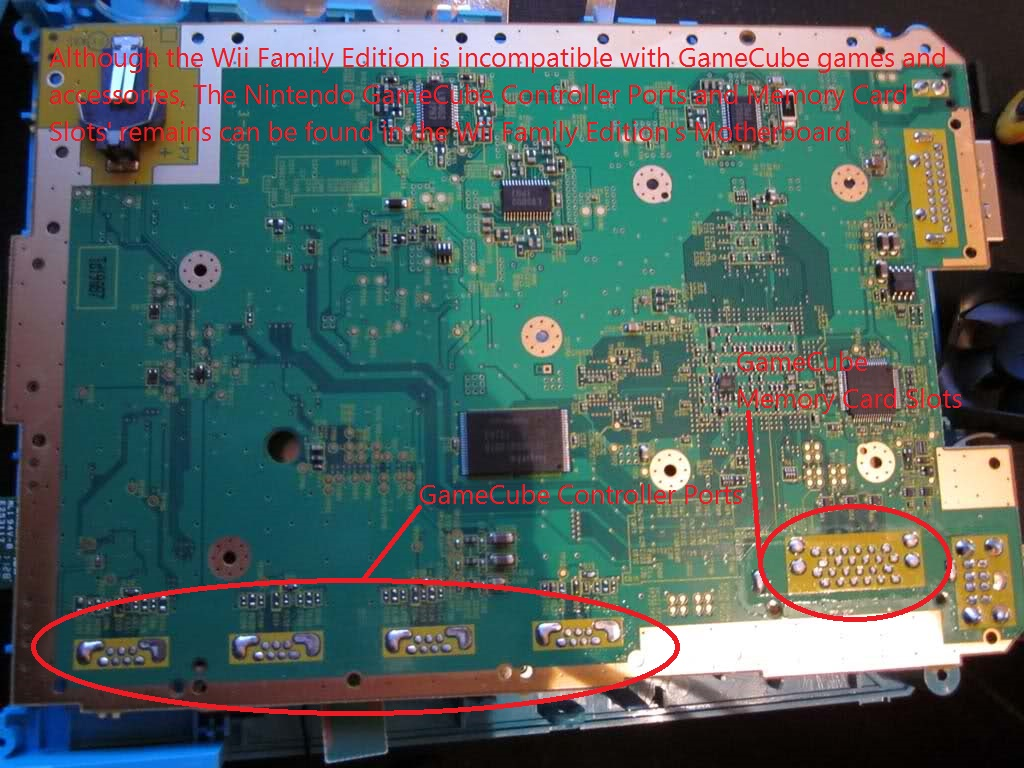
Phần còn lại trong bo mạch chủ

### Wii Mini

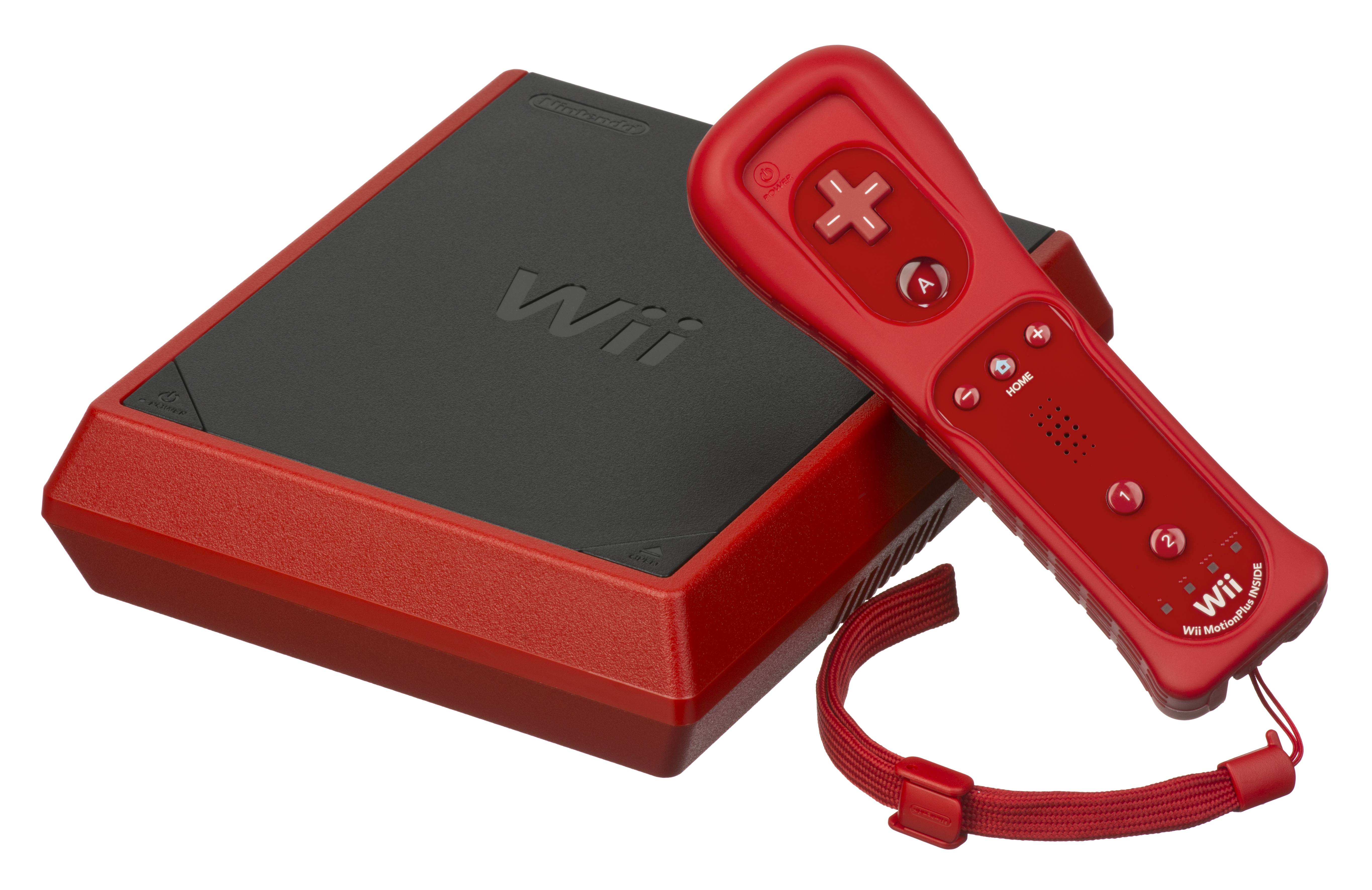
Wii Mini với Wii Remote

Wii Mini (model RVL-201) là một Wii nhỏ hơn, thiết kế lại với ổ đĩa tải trên cùng. Ngoài việc thiếu hỗ trợ GameCube, Wii Mini loại bỏ hỗ trợ Wi-Fi và kết nối trực tuyến, cùng với việc loại bỏ khe cắm thẻ SD. Máy cũng loại bỏ hỗ trợ cho đầu ra 480p và video thành phần. Theo Matt Ryan của Nintendo of Canada, họ đã loại bỏ các tính năng này để nâng giá của bảng điều khiển lên cao hơn nữa để biến máy thành một lựa chọn cho những người tiêu dùng chưa có Wii hoặc những người muốn có Wii thứ hai ở một địa điểm khác. Ryan tuyên bố mặc dù việc loại bỏ chức năng trực tuyến sẽ khiến một số trò chơi không thể chơi, nhưng hầu hết các trò chơi trên Wii vẫn có thể chơi mà không cần máy. Thiết kế Wii Mini đi theo phong cách màu đen mờ với viền đỏ và bao gồm Wii Remote Plus và Nunchuk màu đỏ. Theo Ryan, màu đỏ là dấu hiệu của kế hoạch phát hành độc quyền tại Canada. Cáp video / âm thanh tổng hợp, thanh cảm biến có dây và bộ đổi nguồn cũng có sẵn trong hộp.
Wii Mini phát hành lần đầu tiên vào ngày 7 tháng 12 năm 2012, độc quyền tại Canada với MSRP là 99,99 CA $. Hệ máy sau đó phát hành tại Châu Âu vào ngày 22 tháng 3 năm 2013 và tại Mỹ vào ngày 17 tháng 11 năm 2013. Các bản phát hành ở Canada và Châu Âu không bao gồm trò chơi, trong khi Mario Kart Wii đã được đưa vào tất cả các gói ra mắt ở Mỹ. Nintendo đã thêm một số trò chơi Wii bán chạy nhất và giới phê bình đánh giá cao vào nhãn Nintendo Selects của mình và tiếp thị những trò chơi đó cùng với bản phát hành của Wii Mii.

## Phần mềm
Máy có một số tính năng bên trong được tạo sẵn từ các thành phần phần cứng và firmware của máy. Phần cứng đam đến khả năng mở rộng (thông qua các cổng mở rộng), trong khi firmware (và một số phần mềm) có thể nhận các bản cập nhật định kỳ thông qua dịch vụ WiiConnect24.

### Wii Menu

Màn hình Wii Menu

Aoyama Takashi thuộc Bộ phận Nghiên cứu & Phát triển Tích hợp của Nintendo dẫn đầu việc phát triển Wii Menu và giao diện người dùng chính của Wii. Dự án đặt tên là "Dự án hiện thực hóa tính năng của máy", nhằm tìm ra những gì mà giao diện Wii có thể hiển thị khi chạy ở chế độ năng lượng thấp theo lịch trình suốt ngày đêm mà mọi người sẽ quan tâm nếu họ không chơi trò chơi. Ý tưởng về việc cập nhật liên tục các bản tin thời tiết và tin tức có ý nghĩa hợp lý từ quá trình thử nghiệm và điều này dẫn đến ý tưởng trình bày những thứ này tương tự như một tivi, mỗi bộ thành một kênh truyền hình khác nhau như thể trong một cửa hàng điện tử, tạo ra khái niệm "kênh". Người dùng có thể điều hướng đến bất kỳ cửa sổ kênh nào để đưa điều đó lên hàng đầu, cho dù để khởi chạy trò chơi hoặc ứng dụng hay để nhận thêm thông tin đang hiển thị. Ví dụ: Kênh dự báo sẽ hiển thị tóm tắt ngắn gọn về nhiệt độ của khu vực địa phương và dự báo thời tiết ngắn hạn, trong khi nhấp vào kênh sẽ hiển thị một quả địa cầu tương tác mà người dùng có thể thao tác với Wii Remote để khám phá điều kiện thời tiết theo thời gian thực trên Trái đất.
Wii ra mắt với sáu kênh: Disc Channel sử dụng để khởi chạy các tựa trò chơi Wii và GameCube từ đĩa quang; Mii Channel để tạo hình đại diện Mii; Photo Channel có thể sử dụng để xem và chỉnh sửa ảnh lưu trữ trên thẻ SD; Wii Shop Channel để mua các trò chơi và ứng dụng mới; Forecast Channel và News Channel. Ngoài các kênh mặc định đi kèm với Wii, các kênh mới có thể được thêm vào thông qua các bản cập nhật hệ thống, các ứng dụng đã tải xuống từ Wii Shop Channel hoặc thêm bằng trò chơi của chính họ. Ngay sau khi ra mắt, các kênh miễn phí khác do Nintendo tạo đã cung cấp cho người dùng, bao gồm Internet Channel, một phiên bản sửa đổi củaTrình duyệt web Opera dành cho Wii.

### Mii
Wii đã giới thiệu việc sử dụng các hình đại diện do người chơi tùy chỉnh, gọi là Miis, đã được Nintendo tiếp tục sử dụng trong Wii U, dòng Nintendo DS và trong một số trò chơi cho Nintendo Switch. Mỗi người chơi trên Wii được khuyến khích tạo Mii của riêng họ thông qua Mii Channel để sử dụng trong các trò chơi như Wii Sports và một số phần mềm hệ thống như Mii Channel. Ví dụ: người chơi sẽ chọn Mii của họ trong Wii Sports, tạo hình đại diện trong trò chơi của họ cho trò chơi. Miis có thể chia sẻ với những người chơi khác thông qua Mii Channel.

### Kết nối Nintendo DS
Wii hỗ trợ kết nối không dây với Nintendo DS mà không cần thêm bất kỳ phụ kiện nào. Kết nối này cho phép người chơi sử dụng micrô và màn hình cảm ứng của Nintendo DS làm đầu vào cho các trò chơi Wii. Trò chơi đầu tiên sử dụng kết nối Nintendo DS-Wii là Pokémon Battle Revolution. Người chơi với trò chơi Pokémon Diamond và Pearl Nintendo DS có thể chơi các trận đánh bằng cách sử dụng Nintendo DS làm bộ điều khiển. Final Fantasy Crystal Chronicles: Echoes of Time, phát hành trên cả Nintendo DS và Wii, có tính năng kết nối đồng thời. Nintendo sau đó phát hành Nintendo Channel, cho phép chủ sở hữu Wii tải xuống bản chơi thử trò chơi hoặc dữ liệu bổ sung cho Nintendo DS của họ trong quá trình tương tự như của DS Download Station. Máy cũng có thể mở rộng các trò chơi Nintendo DS.

### Kết nối mạng
Wii kết nối với Internet thông qua Wi-Fi 802.11b/g tích hợp hoặc thông qua bộ điều hợp USB-to-Ethernet; một trong hai phương pháp cho phép người chơi truy cập dịch vụ Nintendo Wi-Fi Connection. Dịch vụ này có một số tính năng, bao gồm Virtual Console, WiiConnect24, the Internet Channel, the Forecast Channel, the Everybody Votes Channel, the News Channel và Check Mii Out Channel. Wii cũng có thể giao tiếp (và kết nối) với các Wii khác thông qua mạng LAN không dây, cho phép phát đa phương tiện trên các TV khác nhau. Battalion Wars 2 lần đầu tiên thể hiện tính năng này cho màn hình không chia nhỏ giữa hai (hoặc nhiều) TV.

### Ứng dụng của bên thứ ba
các kênh trực tuyến của Wii,Các ứng dụng phương tiện của bên thứ ba đã được thêm vào thường cung cấp dưới dạng tải xuống miễn phí nhưng yêu cầu đăng nhập của người đăng ký cho các dịch vụ trả phí. Một số trong số này có BBC iPlayer vào tháng 11 năm 2009, Netflix tháng 11 năm 2010, Hulu tháng 2 năm 2012, YouTube tháng 12 năm 2012, Prime Video tháng 1 năm 2013, và Crunchyroll tháng 10 năm 2015.

### Kiểm soát bởi Phụ huynh
Máy có tính năng kiểm soát bởi phụ huynh, có thể sử dụng để cấm người dùng trẻ tuổi chơi trò chơi có nội dung không phù hợp với độ tuổi của họ. Khi một người cố gắng chơi trò chơi Wii hoặc Virtual Console, máy sẽ đọc xếp hạng nội dung được mã hóa trong dữ liệu trò chơi; nếu xếp hạng này lớn hơn mức độ tuổi đã đặt của hệ thống, trò chơi sẽ không tải mà không có mật khẩu. Kiểm soát  bởi phụ huynh cũng có thể hạn chế quyền truy cập Internet, điều này chặn các kênh Internet và các tính năng cập nhật hệ thống. Kể từ khi máy bị giới hạn chức năng GameCube khi chơi Nintendo GameCube Game Discs, phần mềm GameCube không bị ảnh hưởng bởi cài đặt kiểm soát Wii.
European dùng hệ thống PEGI North American dùng hệ thống ESRB. Wii hỗ trợ hệ thống xếp hạng của nhiều quốc gia, bao gồm CERO ở Nhật, USK ở Đức, PEGI và BBFC tại Anh, ACB tại Úc và OFLC ở New Zealand. Các nhà phát triển Homebrew đã đảo ngược thiết kế chức năng mà Nintendo sử dụng để khôi phục mật khẩu kiểm soát của cha mẹ bị mất, tạo ra một đoạn mã đơn giản để lấy mã cài đặt lại quyền kiểm soát của phụ huynh.
Wii cũng bao gồm một hệ thống ghi lại thời gian chơi dựa trên bất kỳ trò chơi hoặc ứng dụng nào trên hệ thống. Mặc dù Nintendo quyết định chống lại một hệ thống hồ sơ yêu cầu mỗi người dùng xác định danh tính bản thân, họ vẫn giữ hệ thống theo dõi thời gian chơi tích lũy, không thể xóa hoặc thay đổi, để cung cấp cho các bậc cha mẹ phương tiện để xem xét việc sử dụng Wii của con cái họ.

## Trò chơi
Các bản sao bán lẻ của trò chơi nắm trong đĩa quang Wii loại DVD, độc quyền, đóng gói trong hộp đựng kèm theo hướng dẫn. Ở Châu Âu, hộp có hình tam giác ở góc dưới cùng của mặt chèn tay áo bằng giấy. Hình tam giác được mã hóa màu để xác định khu vực dành cho trò chơi và những ngôn ngữ hỗ trợ. Máy hỗ trợ khóa theo vùng: chỉ có thể phát phần mềm có sẵn trong một vùng trên phần cứng của vùng đó.

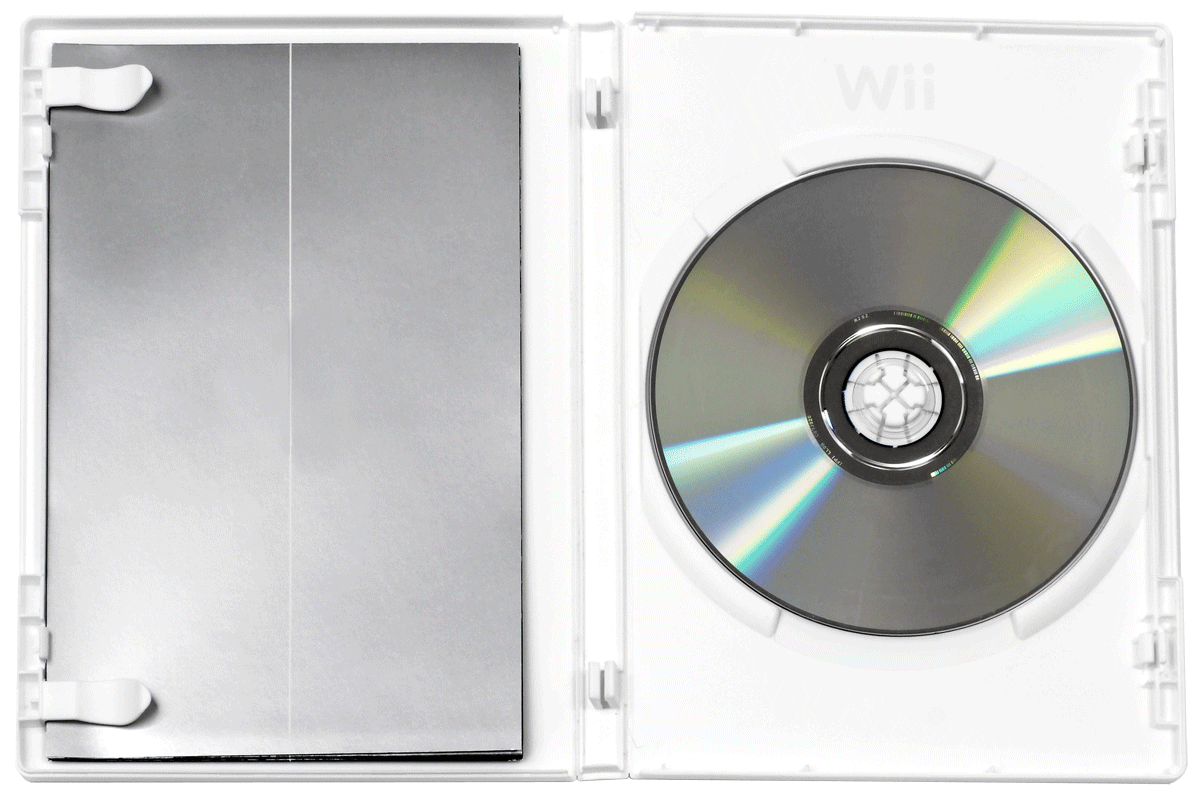
Đĩa và hộp Wii

Nintendo công bố 21 trò chơi cho ngày ra mắt ở Bắc và Nam Mỹ, với 12 trò khác công bố phát hành sau đó vào năm 2006. Trong số các tựa trò chơi ra mắt của máy ở tất cả các khu vực bao gồm Wii Sports, đóng gói kèm trong tất cả các hộp Wii ngoại trừ Nhật Bản và Hàn Quốc , The Legend of Zelda: Twilight Princess, Super Monkey Ball: Banana Blitz của Sega và  Red Steel của  Ubisoft, Metroid Prime 3: Corruption vốn dự kiến là tựa trò chơi ra mắt cho Wii, nhưng đã chuyển sang năm 2007 vài tháng trước khi Wii ra mắt. Nintendo cũng đã lên kế hoạch phát hành Super Smash Bros. Brawl dưới dạng tựa trò chơi ra mắt, nhưng giám đốc Sakurai Masahiro cho biết có những khó khăn trong việc điều chỉnh định dạng cho các điều khiển chuyển động của Wii nên máy đòi hỏi nhiều thời gian hơn để phát triển trò chơi.
Các trò chơi Wii mới bao gồm những thương hiệu hàng đầu của Nintendo như The Legend of Zelda, Super Mario, Pokémon, và Metroid). Nintendo đã nhận sự hỗ trợ của bên thứ ba từ các công ty như Ubisoft, Sega, Square Enix, Activision Blizzard, Electronic Arts, và Capcom, với nhiều trò chơi được phát triển cho Wii hơn là PlayStation 3 hoặc Xbox 360. Nintendo cũng đã tung ra dòng New Play Control!, tuyển chọn các trò chơi GameCube nâng cao cho Wii có các điều khiển cập nhật.

### Tương thích ngược

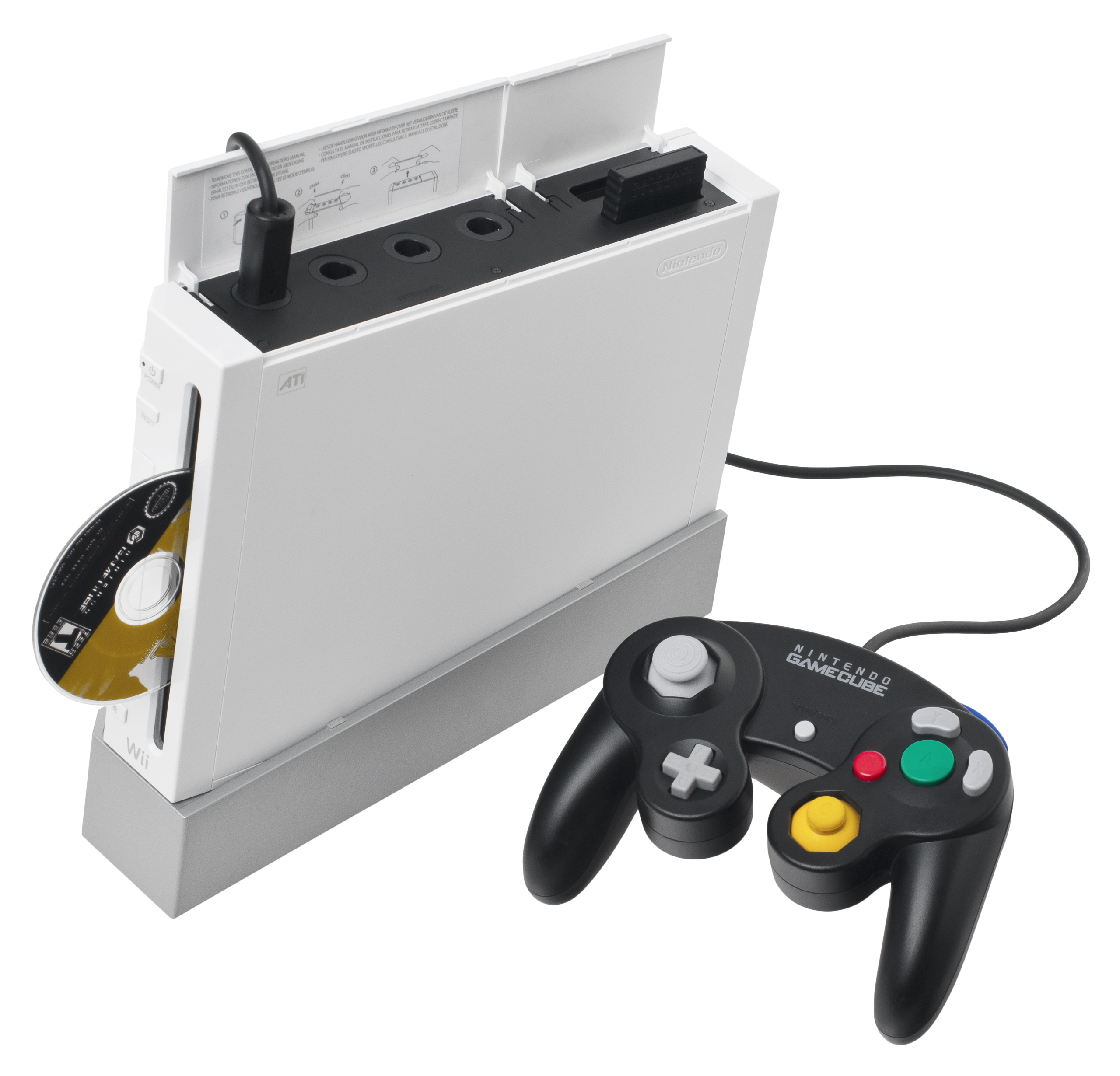
Mô hình đầu tiên của Wii có thẻ nhớ Nintendo GameCube và các khe để cung cấp khả năng tương thích ngược.

Máy Wii với thiết kế ban đầu tương thích ngược với tất cả các phần mềm Nintendo GameCube, Nintendo GameCube Memory Cards và bộ tay cầm điều khiển. Khả năng tương thích phần mềm chấp nhận Nintendo GameCube Game Discs. Máy Wii chạy đĩa GameCube bị giới hạn chức năng GameCube và cần có bộ tay cầm GameCube để chơi các tựa GameCube. Thẻ nhớ Nintendo GameCube cũng cần thiết để lưu tiến trình và nội dung trò chơi, vì bộ nhớ flash trong của Wii sẽ không lưu trò chơi GameCube. Ngoài ra, khả năng tương thích ngược bị hạn chế ở một số khu vực. Ví dụ: các tính năng hỗ trợ trực tuyến và mạng LAN cho các tựa Nintendo GameCube không khả dụng trên Wii, vì máy thiếu các cổng nối tiếp cho Bộ điều hợp băng thông rộng Nintendo GameCube và Bộ điều hợp Modem.
Tuy nhiên, kiểu thiết kế lại của Wii và Wii Mini không tương thích ngược.

### Virtual Console
Dịch vụ Virtual Console cho phép các chủ sở hữu Wii chơi các trò chơi ban đầu vốn phát hành cho Nintendo Entertainment System, Super Nintendo Entertainment System và Nintendo 64. Các bản cập nhật sau đó bao gồm các trò chơi từ máy và máy tính của bên thứ ba, bao gồm Genesis/Mega Drive của Sega và Sega Mark III/Sega Master System, TurboGrafx-16/PC của NEC, Neo Geo của SNK, Commodore 64 và game thùng. Các trò chơi của Virtual Console phân phối qua Internet băng thông rộng qua Wii Shop Channel và lưu vào bộ nhớ flash Wii hoặc thẻ SD có thể tháo rời. Sau khi tải xuống, các trò chơi Virtual Console có thể truy cập từ Wii Menu (dưới dạng các kênh riêng lẻ) hoặc từ thẻ SD.

### WiiWare
WiiWare là bước đột phá của Nintendo vào phân phối kỹ thuật số trên Wii, có thể so sánh với Xbox Live Arcade và PlayStation Network. Dịch vụ cho phép người chơi mua trò chơi kỹ thuật số thông qua Wii Shop, tải trò chơi xuống thẻ nhớ cục bộ của họ để chạy từ chúng. Bên cạnh việc tạo điều kiện cho hình thức phân phối này, WiiWare cũng nhằm để giúp hỗ trợ nhà phát triển trò chơi điện tử độc lập nhỏ hơn. Cung cấp cho các công ty này một lộ trình ít tốn kém hơn để sản xuất trò chơi Wii mà không cần phải thông qua các kênh sản xuất và phân phối bán lẻ. Kênh WiiWare ra mắt vào ngày 25 tháng 3 năm 2008 và vẫn hoạt động trong suốt vòng đời của Wii U cho đến khi Wii Shop ngừng hoạt động vào năm 2019.

## Tiếp nhận
Giới phê bình và người tiêu dùng đã đánh giá Wii với cái nhìn rất tích cực, nhất là sau buổi triển lãm tại E3 2006. Tại sự kiện, hệ máy của Nintendo đã giành giải thưởng Game Critics Awards cho hạng mục Trình diễn Hay nhất và Phần cứng Tốt nhất. Trong số ra tháng 12 năm 2006 của Popular Science, máy nhận Giải thưởng Siêu hạng trong hạng mục giải trí gia đình. Giải thưởng Trò chơi Điện tử của Spike TV trích dẫn công nghệ đột phá của Wii. GameSpot đã chọn đây là máy chơi trò chơi điện tử có phần cứng tốt nhất trong hạng mục "Tốt nhất và Tệ nhất năm 2006". Wii cũng là một trong 20 Sản phẩm Sáng tạo nhất Năm của tạp chí PC World. Tiếp theo là nhận giải Cần điều khiển Vàng cho hạng mục Sáng tạo của năm 2007 tại Golden Joystick Awards. Trong hạng mục Kỹ thuật & Công nghệ chế tạo và Triển khai Trò chơi điện tử và Hệ máy, Nintendo đã nhận giải thưởng Emmy cho hạng mục Đổi mới Bộ điều khiển Trò chơi của National Academy of Television Arts and Sciences. Trong năm 2009, IGN vinh danh Wii là máy chơi trò chơi điện tử vĩ đại thứ 10 mọi thời đại (trong số 25).
Thành công của Wii đã khiến các nhà phát triển bên thứ ba bất ngờ, dẫn đến việc phải lời xin lỗi về chất lượng trò chơi ban đầu của họ. Trong một cuộc phỏng vấn với tạp chí tin tức nước Đức Der Spiegel, Yves Guillemot của Ubisoft và Alain Corre thừa nhận họ đã phạm sai lầm khi vội vã tung tựa trò chơi, hứa hẹn sẽ đưa ra những dự án tương lai nghiêm túc hơn. Take-Two Interactive, phát hành vài trò chơi cho GameCube, đã thay đổi lập trường của mình đối với Nintendo bằng cách đặt ưu tiên cao hơn cho Wii.
Đồng thời, những lời chỉ trích về các đặc tính phần cứng Wii Remote và Wii cũng nổi lên. Cựu biên tập viên GameSpot và người sáng lập Giantbomb.com, Jeff Gerstmann nhấn mạnh loa của tay cầm điều khiển tạo ra âm thanh chất lượng thấp, trong khi Chủ tịch Factor 5, Julian Eggebrecht chỉ trích âm thanh phần cứng không đạt chuẩn cho thế hệ của máy. Nhà phát triển Free Radical Design tại Anh cho biết phần cứng Wii thiếu sức mạnh cần thiết để chạy phần mềm được lên kế hoạch phát hành trên các máy trò chơi điện tử thế hệ thứ bảy khác. Kết nối trực tuyến của Wii cũng bị chỉ trích; Matt Casamassina của IGN đã so sánh máy với kiểu dịch vụ "hoàn toàn không trực quan" từng được Nintendo DS sử dụng.
Nhà thiết kế trò chơi và người sáng tạo ra loạt The Sims, Will Wright chia sẻ suy nghĩ của mình về Wii trong bối cảnh thế hệ máy chơi trò chơi điện tử thứ bảy: "Hệ máy next gen kế tiếp duy nhất mà tôi thấy chính là Wii - mặc dù PS3 và Xbox 360 vượt trội hơn. Nhưng Wii mang lại cảm giác như một bước nhảy vọt - không phải vì đồ họa mạnh mẽ hơn, mà do máy đánh vô phân khúc khách hàng hoàn toàn khác.
So với các máy chơi trò chơi điện tử khác Wii được xem là đòi hỏi sự vận động về mặt thể chất hơn. Một số người chơi Wii đã phải bất đắc dĩ trải nghiệm việc bị đau khuỷu tay quần vợt, gọi là "Wiiitis". Một nghiên cứu công bố trên British Medical Journal nói người chơi Wii phải sử dụng nhiều năng lượng hơn là chơi trò chơi máy tính ít vận động. Mặc dù sự gia tăng năng lượng này có thể có lợi cho việc kiểm soát trọng lượng, nhưng máy không phải là một sự thay thế thích hợp cho việc tập thể dục thường xuyên. Một nghiên cứu khác, công bố trên tạp chí American Physical Therapy Association, Physical Therapy, tập trung vào việc sử dụng Wii để phục hồi chức năng ở một thiếu niên bị bại não. Có thể là nghiên cứu đầu tiên cho thấy lợi ích vật lý trị liệu từ việc sử dụng máy chơi trò chơi điện tử. Các nhà nghiên cứu nói hệ máy này bổ sung các kỹ thuật truyền thống thông qua việc sử dụng các nỗ lực phục hồi chức năng thông qua việc chơi trò chơi điện tử. Vào tháng 5 năm 2010, Hiệp hội Tim mạch Mỹ (AHA) đã ủng hộ Wii để khuyến khích những người ít vận động hướng tới việc tập thể dục. Biểu tượng trái tim AHA bao gồm máy và hai trò chơi vận động, Wii Fit Plus và Wii Sports Resort.
Đến năm 2008, hai năm sau khi phát hành Wii, Nintendo đã thừa nhận một số hạn chế và thách thức với hệ thống (như nhận thức hệ thống chủ yếu phục vụ cho người chơi "bình thường"  và không được ưa chuộng với những game thủ "sành sõi"). Nhà thiết kế game Miyamoto Shigeru  thừa nhận việc thiếu sự hỗ trợ cho TV độ nét cao trên Wii và cơ sở hạ tầng mạng hạn chế của máy cũng góp phần vào việc hệ máy bị xem là thấp kém so với đối thủ cạnh tranh, Xbox 360 và PlayStation 3. Miyamoto ban đầu bảo vệ quyết định của Nintendo về việc không bao gồm đồ họa HD trong Wii, nói số lượng HDTV trong nhà của mọi người vào thời điểm đó "thực sự chưa nhiều. Tất nhiên, tôi nghĩ 5 năm nữa, máy sẽ thay đổi rồi Nintendo sẽ tạo ra một hệ máy HD, nhưng hiện tại loại TV phổ biến nhất trên thế giới là loại không phải HD." Miyamoto cho biết trong một cuộc phỏng vấn với tạp chí 4Gamer của Nhật vào năm 2013 ông rất tiếc vì đã không cung cấp đồ họa HD cho Wii.
Trong blog cá nhân, biên tập viên 1UP.com Jeremy Parish nhấn mạnh Nintendo là sự thất vọng lớn nhất đối với ông trong năm 2007. Nhận xét về việc thiếu sự hỗ trợ của bên thứ ba chất lượng, ông nói "nhìn chung Wii ảm đạm. Tệ hơn so với N64. Còn tồi tệ hơn GameCube... kết quả là nội dung của bên thứ ba cung cấp toàn là rác rưởi." The Globe and Mail và Forbes lưu ý Wii có ít tựa của bên thứ ba so với các đối thủ (một phần, do phần cứng yếu hơn). Các nhà phát triển bên thứ ba thường bỏ qua Wii thay vì tạo trò chơi cho cả ba hệ máy cùng một lúc ("bom tấn như  Call of Duty không bao giờ đến với phần cứng của Nintendo hoặc hiển thị ở dạng bị tàn phá"). Forbes quan sát thấy những trò chơi thành công nhất năm 2011 (The Elder Scrolls V: Skyrim, Mass Effect 3, Portal 2, L.A. Noire, Battlefield 3, Call of Duty: Modern Warfare 3), mặc dù tất cả đều phát hành cho PC, Xbox 360, và PlayStation 3, chỉ Modern Warfare 3 có phiên bản Wii và cũng là bản ít nhận phản hồi tích cực nhất. Việc thiếu các trò chơi của bên thứ ba có thể trở nên trầm trọng hơn trong tương lai, khi Nintendo phải đối mặt với "tình trạng khó xử của việc không đồng bộ với các đối thủ trong cùng chu kỳ"; Microsoft và Sony sẽ thiết kế máy của họ mạnh mẽ hơn Wii U. Các tựa trò chơi điện tử của bên thứ ba được xem như một dấu hiệu quan trọng cho tuổi thọ của máy trò chơi điện tử.
The Globe and Mail, cho thấy lý do tại sao Nintendo đã thua lỗ kỷ lục 926 triệu đô la trong sáu tháng đầu tiên của năm tài chính 2011-2012, đổ lỗi cho thiết kế của Wii là "tầm nhìn ngắn hạn". Wii ban đầu hưởng thành công phi thường bởi vì máy rẻ tiền (do kém tinh vi hơn so với đối thủ cạnh tranh) và giới thiệu một "mánh lới quảng cáo chơi trò chơi điện tử". Tuy nhiên, cách tiếp cận này có nghĩa là phần cứng của Wii nhanh chóng trở nên lỗi thời và không thể theo kịp về mặt lâu dài (trái ngược với các đối thủ cao cấp hơn như Xbox 360 và PlayStation 3, dự kiến sẽ tiếp tục hoạt động tốt trong 2012–2013) "cả mong muốn của người dùng và các công nghệ xung quanh phát triển" sau này trong cùng thế hệ. Hơn nữa, họ sẽ giảm giá và giới thiệu bộ tay cầm điều khiển cảm biến chuyển động cho Xbox 360 và PS3 như Wii. The Globe cho là có những lý do khác cho hiệu suất tài chính kém của Nintendo, bao gồm cả đồng yên mạnh và sự tiếp nhận nhạy cảm với thiết bị cầm tay Nintendo 3DS khi chơi trò chơi điện tử di động trở nên phổ biến trên điện thoại thông minh và máy tính bảng, chẳng hạn như iPad.

### Doanh số

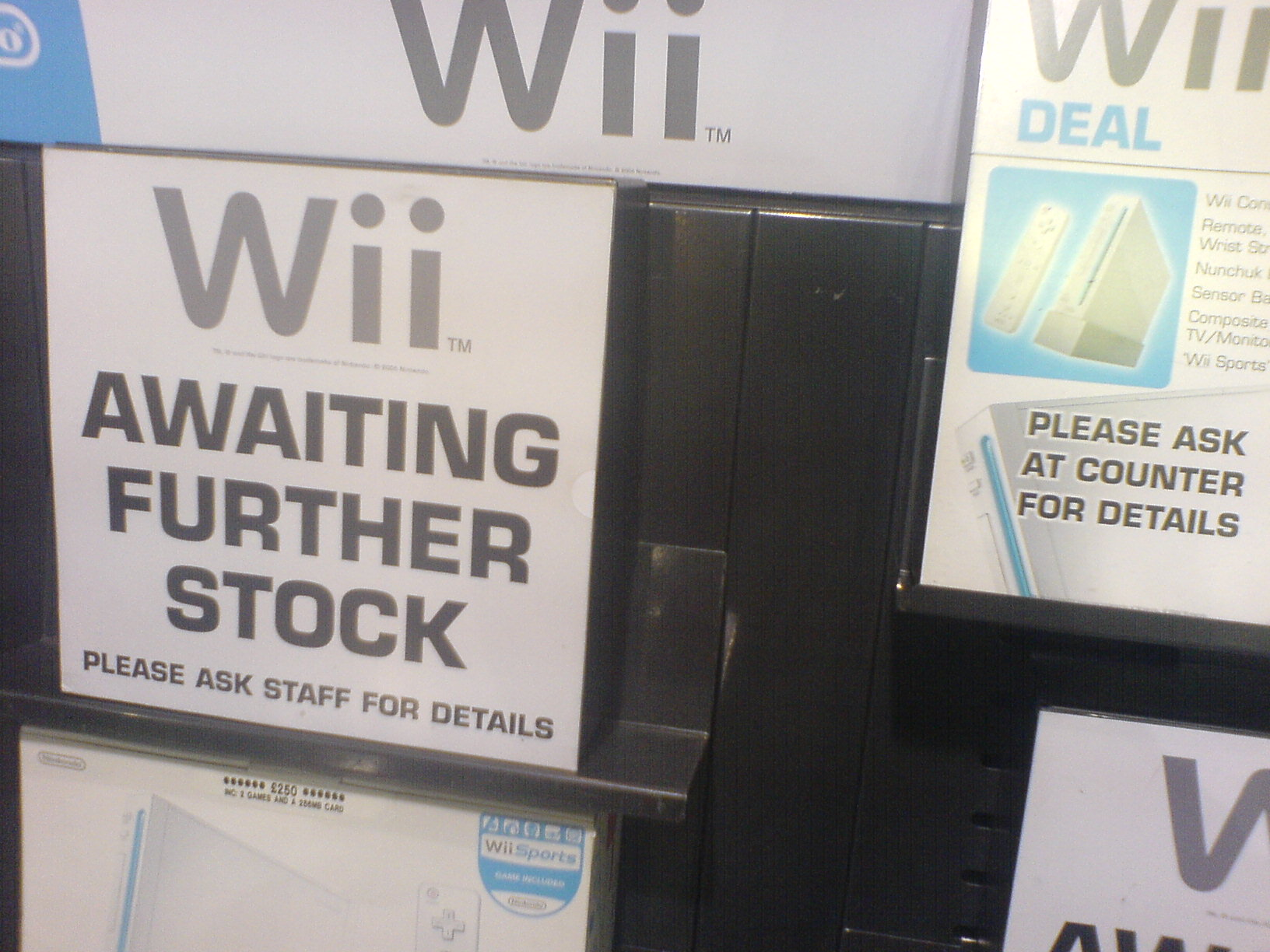
Wii được bán hết sạch tại HMV ở Oxford Street

Kể từ khi ra mắt, số lượng bán hàng tháng của máy nói chung cao hơn các đối thủ cạnh tranh trên toàn cầu. Vào ngày 28 tháng 11 năm 2006, Nintendo báo cáo họ đã bán hơn 600.000 máy trong tám ngày đầu tiên ra mắt ở châu Mỹ, trở thành sản phẩm ra mắt bán chạy nhất của Nintendo cho đến khi phát hành Nintendo Switch vào năm 2017. Bao gồm cả việc bán phụ kiện và trò chơi, doanh thu liên quan đến Wii của Nintendo đã đạt 190 triệu đô la trong tuần đầu tiên. Nhật Bản ban đầu nhận 400.000 máy Wii và bán khoảng 372.000 máy trong hai ngày, với Wii Sports và Wii Play là những trò chơi bán chạy nhất. Trong khi nhiều máy PlayStation 3 khi bán lại trên các cuộc đấu giá trực tuyến lại được giá hơn nhiều, giá Wii trung bình trên Yahoo! Auctions chỉ có 30.000 ¥ (tương đương USD: 260 USD). Điều này có lẽ là do nhiều người muốn sử dụng máy hơn là bán lại chúng, vì tỷ lệ ràng buộc phần mềm của Wii là 1,69. Nintendo thông báo vào ngày 13 tháng 12 năm 2006 Wii đã bán 325.000 máy trên toàn châu Âu trong hai ngày đầu tiên có mặt và33.000 máy ở Úc trong sáu ngày đầu tiên ra mắt, trở thành hệ máy bán chạy nhất trên toàn lục địa Châu Âu cũng như đối với hệ thống trò chơi điện tử ở Úc. Đến cuối năm 2006, Wii đã bán 3,19 triệu máy trên toàn thế giới.
Theo NPD Group, Wii bán nhiều máy ở Mỹ hơn Xbox 360 và PlayStation 3 kết hợp trong nửa đầu năm 2007. Tại Úc, Wii đã phá kỷ lục do Xbox 360 thiết lập và trở thành máy chơi trò chơi điện tử bán chạy nhất trong lịch sử nước Úc, bán 32.901 bản trong vòng bốn ngày đầu tiên phát hành. Wii cũng phá vỡ kỷ lục Xbox 360 ở Úc trong thời gian nhanh nhất với 100.000 máy, đạt mốc quan trọng trong vòng sáu tháng và hai tuần. Wii đã trở thành hệ máy bán chạy nhất tại Anh vào thời điểm đó, bán 1 triệu máy chỉ sau 38 tuần sau khi ra mắt.
Vào ngày 12 tháng 9 năm 2007,  Financial Times báo cáo Wii đã vượt qua Xbox 360 (phát hành một năm trước đó) và dẫn đầu thị trường về doanh số bán hàng, dựa trên số liệu bán hàng từ  Enterbrain, NPD Group và GfK. Đây là lần đầu tiên một máy chơi trò chơi điện tử của Nintendo dẫn đầu doanh thu bán hàng so với các hệ máy khác cùng thế hệ kể từ thời Super Nintendo Entertainment System.
Vào ngày 11 tháng 7 năm 2007, Nintendo cảnh báo Wii vẫn thiếu nguồn cung trong suốt năm. Vào tháng 12, Reggie Fils-Aimé  tiết lộ Nintendo đã sản xuất khoảng 1,8 triệu máy mỗi tháng. Một số cửa hàng của Anh vẫn thiếu hàng vào tháng 3 năm 2007, cầu vẫn còn vượt cung ở Mỹ vào tháng 6 năm 2007 và đã "bán hết nhanh chóng khi chạm giá bán lẻ" tại Canada vào tháng 4 năm 2008. Tại Singapore, nhà phân phối địa phương Maxsoft cho biết 2.000 máy đã bán trong hai ngày đầu tiên bán lẻ, lớn hơn nhiều so với màn ra mắt của Xbox 360 và PlayStation 3, và nhiều đơn đặt hàng trước vẫn chưa được thực hiện do lượng hàng tồn kho thấp. Vào tháng 10 năm 2008, Nintendo thông báo từ tháng 10 đến tháng 12, Wii sẽ có nguồn cung cấp ở Bắc Mỹ tăng lên đáng kể so với mức năm 2007, trong khi vẫn đang sản xuất 2,4 triệu máy Wii mỗi tháng trên toàn thế giới (so với 1,6 triệu mỗi tháng trong năm 2007).
Tại Nhật Bản, Wii đã vượt qua số lượng GameCube bán ra vào tháng 1 năm 2008; bán 7.526.821 máy vào tháng 12 năm 2008, theo Enterbrain Theo NPD Group, Wii đã vượt qua Xbox 360 để trở thành máy chơi trò chơi điện tử "thế hệ tiếp theo" bán chạy nhất ở Canada (với 813.000 máy bán ra vào ngày 1 tháng 4 năm 2008) và là máy chơi trò chơi điện tử bán chạy nhất 13 trên 17 tháng. Theo NPD Group, Wii đã bán tổng cộng 1.060.000 máy tại Canada vào tháng 8 năm 2008, khiến máy trở thành hệ máy thuộc thế hệ hiện tại đầu tiên vượt qua mốc hàng triệu tại quốc gia đó. Tại Anh, Wii dẫn đầu doanh số bán hàng thế hệ hiện tại với 4,9 triệu máy, tính vào ngày 3 tháng 1 năm 2009, theo GfK Chart-Track. Vào ngày 25 tháng 3 năm 2009 tại Game Developers Conference, Iwata Satoru nói các lô hàng trên toàn thế giới của Wii đã đạt 50 triệu. Theo GfK Australia, Wii đã bán hơn 500.000 máy tại Úc trong vòng 84 tuần sau khi phát hành, đánh bại PlayStation 2 và DS, là hệ máy nhanh nhất đạt đến mức doanh số tích lũy 500.000 ở quốc gia đó.
Trong khi Microsoft và Sony phải trải qua những đợt thua lỗ khi sản xuất máy với hy vọng tạo ra lợi nhuận lâu dài cho doanh số phần mềm, Nintendo cho biết đã tối ưu hóa chi phí sản xuất để đạt biên lợi nhuận đáng kể với mỗi máy Wii được bán ra. Vào ngày 17 tháng 9 năm 2007, Financial Times báo cáo lợi nhuận trực tiếp trên mỗi Wii bán ra có thể thay đổi, từ $13 ở Nhật Bản đến $49 ở Mỹ và $79 ở châu Âu. Vào ngày 2 tháng 12 năm 2008, tạp chí Forbes thông báo Nintendo kiếm lợi nhuận 6 đô la cho mỗi máy Wii bán ra.
Vào ngày 23 tháng 9 năm 2009, Nintendo công bố giảm giá lần đầu tiên. Nintendo đã bán hơn 3 triệu máy Wii ở Mỹ vào tháng 12/2009 (lập kỷ lục khu vực trong tháng và kết thúc 9 tháng giảm doanh thu), do việc giảm giá và phát hành phần mềm như New Super Mario Bros. Wii. Vào ngày 31 tháng 1 năm 2010, Wii trở thành hệ máy bán chạy nhất của Nintendo, với doanh thu hơn 67 triệu bản (vượt trội so với Nintendo Entertainment System).
Năm 2010, doanh số của Wii bắt đầu giảm, giảm 21% so với năm trước. Wii tiếp tục giảm trong năm 2011, với doanh thu hàng quý của Nintendo giảm 41%. Mặc dù doanh số bán hàng chậm lại, Nintendo đã báo cáo vào Thứ Sáu Đen năm 2011, đã bán ra hơn 500.000 máy Wii, khiến hôm đó trở thành Thứ Sáu Đen thành công nhất trong lịch sử của Wii. Doanh số của Wii thậm chí còn giảm hơn nữa trong năm 2012, giảm một nửa so với năm 2011. Wii Mini đã bán 35.700 máy trong hai tháng đầu tiên có mặt tại Canada sau khi phát hành vào ngày 7 tháng 12 năm 2012.. Wii đã vượt qua mốc 100 triệu máy vào ngày 30 tháng 6 năm 2013.
Wii có tổng doanh số bán hàng trọn đời là 101,63 triệu máy trên toàn thế giới tính đến ngày 31 tháng 3 năm 2016, dữ liệu báo cáo cuối cùng cho máy chơi trò chơi điện tử tại gia của Nintendo. Ít nhất 48 triệu máy đã bán ra ở Bắc Mỹ, 12 triệu ở Nhật Bản và 40 triệu ở tất cả các khu vực khác. Tính đến năm 2020, Wii là máy bán chạy nhất của Nintendo, hơn 61 triệu của Nintendo Entertainment System. Tính đến năm 2020, Wii là hệ máy bán chạy thứ tư mọi thời đại, vượt qua PlayStation gốc (103 triệu), PlayStation 4 (106 triệu) và PlayStation 2 (159 triệu).
Đến cuối vòng đời, chín trò chơi đã bán được hơn mười triệu bản trên toàn cầu cho Wii, bao gồm Wii Sports (82 triệu, bao gồm cả các bản đóng gói), Mario Kart Wii (37 triệu), Wii Sports Resort (38 triệu), New Super Mario Bros. Wii (30 triệu), Wii Play (28 triệu), Wii Fit (22 triệu), Wii Fit Plus (21 triệu), Super Smash Bros. Brawl (13 triệu) và Super Mario Galaxy (12 triệu). Tổng cộng Wii đã bán ra hơn 914,28 triệu trò chơi cho đến ngày 31 tháng 3 năm 2016. Một phần thành công của máy là do sự phổ biến của Wii Sports, khiến máy trở thành một ứng dụng sát thủ vì trò chơi thu hút cả những người thường không thường xuyên chơi trò chơi điện tử.

### Vấn đề pháp lý
Interlink Electronics Inc đã đệ đơn kiện vi phạm bằng sáng chế chống lại Nintendo vào tháng 12 năm 2006 về chức năng trỏ của Wii Remote, tuyên bố "thiếu bản quyền hợp lý, giảm doanh thu và/hoặc mất lợi nhuận dovi phạm hoạt động kinh doanh" của Nintendo. Vụ kiện đã bị Interlink bác bỏ vào tháng 3 năm 2007.
Lonestar Inventions, một công ty có trụ sở tại Texas, đã kiện Nintendo vào tháng 6 năm 2006, tuyên bố công ty đã sao chép một trong những thiết kế tụ điện được cấp bằng sáng chế của Lonestar và sử dụng trong Wii. Hai công ty đã đồng ý bãi bỏ tất cả các tuyên bố vào tháng 7 năm 2009, cùng với một thỏa thuận giải quyết giữa Lonestar và AMD, cung cấp công nghệ vi xử lý của Nintendo; liệu việc loại bỏ Lonestar-Nintendo có bao gồm bất kỳ điều khoản giải quyết ngoài tòa án nào không rõ ràng.
Vào tháng 8 năm 2008, công ty Hillcrest Laboratories đã khiếu nại Nintendo với Ủy ban Thương mại Quốc tế Mỹ, cáo buộc Wii Remote đã vi phạm ba bằng sáng chế. Một bằng sáng chế Hillcrest thứ tư (đối với các giao diện đồ họa hiển thị trên màn hình truyền hình) cũng bị cáo buộc vi phạm. Hillcrest đã tìm kiếm lệnh cấm nhập khẩu Wii vào Mỹ. Vào ngày 24 tháng 8 năm 2009, Nintendo và Hillcrest đã tự thỏa thuận giải quyết, mặc dù  không tiết lộ công khai các điều khoản.  
Anascape Ltd, một công ty phim có trụ sở tại Texas, đã đệ đơn kiện vào Mùa hè năm 2006 chống lại Nintendo vì vi phạm bằng sáng chế liên quan đến phản hồi rung của bộ tay cầm điều khiển. Một bản án tháng 7 năm 2008 đã cấm Nintendo bán Classic Controlle tại Mỹ, ngoài bộ điều khiển GameCube và Wavebird. Sau khi kháng cáo lên U.S. Court of Appeals for the Federal Circuit, vào ngày 22 tháng 4 năm 2010, Tòa án Liên bang đã phán quyết ủng hộ Nintendo 
Trong năm 2008, Motiva LLC đã đệ đơn kiện Nintendo tại Ủy ban Thương mại Quốc tế Mỹ tuyên bố Wii vi phạm hai bằng sáng chế của mình để theo dõi chuyển động và vị trí của cơ thể. USITC đã quyết định ủng hộ Nintendo vào tháng 1 năm 2013, tuyên bố "vụ kiện của Motiva nhắm vào lợi ích tài chính, không khuyến khích việc áp dụng công nghệ được cấp bằng sáng chế của Motiva" và "Chỉ đơn giản là không hợp lý, sau khi kiện tụng thành công chống lại Nintendo, các đối tác đã cấp bằng sáng chế cho công nghệ của Motiva." USITC cũng xác định Nintendo không vi phạm bất kỳ bằng sáng chế nào của Motiva.
Vào tháng 9 năm 2011, ThinkOptics Inc. đã đệ đơn kiện Nintendo tại Tòa án Quận phía Đông Texas về bộ điều khiển của họ, Wavit Remote, tuyên bố Wii đã vi phạm bằng sáng chế về một "hệ thống trỏ tuyệt đối dựa trên tầm nhìn", một "Thiết bị cầm tay cho Hệ thống trỏ chuột cầm tay tuyệt đối dựa trên tầm nhìn" và "Hệ thống trỏ chuột cầm tay tuyệt đối dựa trên tầm nhìn", tạo nên cơ sở cho Wavit Remote. Họ cũng nói Wii U cũng vi phạm bằng sáng chế và tuyên bố Nintendo có biết về việc Wii bị cáo buộc vi phạm bằng sáng chế của ThinkOptics. Vụ kiện yêu cầu một lệnh cấm đối với các sản phẩm vi phạm, tiền bản quyền, phí luật sư và thiệt hại lợi nhuận. Vụ kiện đã bị ThinkOptics bác đơn vào tháng 8 năm 2014.
Bắt đầu từ tháng 12 năm 2012, iLife Technologies đã kiện một số công ty lớn vi phạm bằng sáng chế về một bộ bằng sáng chế mà họ liên quan đến "các hệ thống và phương pháp đánh giá chuyển động của một cơ thể liên quan đến môi trường", chủ yếu nhắm vào lĩnh vực y tế; Nintendo đã bị kiện bởi iLife vào tháng 12 năm 2013 vì vi phạm bản quyền của Wii Remote, với vụ kiện đòi bồi thường 144 triệu USD, dựa trên mức phạt 4 USD cho 36 triệu Wii và Wii U mà họ đã bán cho đến nay. Một phiên tòa xét xử mở ra vào tháng 8 năm 2017, và ban giám khảo đã quyết định ủng hộ iLife Technologies và Nintendo buộc phải trả 10,1 triệu USD tiền bồi thường thiệt hại. Trong khi Nintendo kháng nghị quyết định này, Tòa án phúc thẩm Mỹ đã ban hành quyết định của bồi thẩm đoàn vào tháng 12 năm 2017. Một thẩm phán liên bang đã lật lại quyết định vào tháng 1 năm 2020, phán quyết bằng sáng chế của iLife quá chung chung.

#### Dây đeo cổ tay
Dây đeo Wii Remote cũng có vấn đề. Đã có các vụ kiện chống lại Nintendo tuyên bố thiệt hại vật chất do dây đeo cổ tay không hiệu quả trên Wii Remote khi chúng tuột khỏi tay người chơi và làm vỡ màn hình tivi hoặc cửa sổ.
Vào giữa tháng 12 năm 2006, công ty luật Green Welling LLP đã đệ đơn kiện chống lại Nintendo vì "dây đeo cổ tay bị lỗi". Một vài ngày sau, Nintendo đã thu hồi sản phẩm dây đeo cổ tay và ban hành phiên bản mới của dây đeo với một cơ chế bảo vệ nhằm cải thiện tình hình.
Một bà mẹ ở Colorado đệ trình một vụ kiện hạng hai vào tháng 12 năm 2008, tuyên bố dây đeo cổ tay sau khi cập nhật vẫn không hiệu quả. Vụ kiện này đã bị bãi bỏ vào tháng 9 năm 2010, Nintendo phát hiện dây đeo cổ tay không phải cố ý bị sản xuất lỗi, theo luật bảo vệ người tiêu dùng Colorado.

#### Vấn đề bản quyền
Năm 2000, thuật ngữ "Weemote" đã đăng ký nhãn hiệu bởi nhà sản xuất điều khiển từ xa cho TV có trụ sở tại Miami, Fobis Technologies, và sau đó được sử dụng làm tên của điều khiển từ xa thiết kế cho trẻ nhỏ của họ. Mặc dù đánh vần khác nhau, "Weemote" phát âm giống như "Wiimote", thuật ngữ không chính thức cho Wii Remote. Doanh số của Weemote, tổng cộng chưa đến một triệu vào năm 2008 đã giảm do nhầm lẫn với Wiimote. Fobis Technologies tuyên bố "Wiimote" là vi phạm nhãn hiệu, nhưng Nintendo không chính thức sử dụng thuật ngữ này, mặc dù nhiều nhà bán lẻ tự ý đặt. Fobis đã gửi tới 100 lá thư ngừng và hủy đăng ký cho các nhà bán lẻ, đồng thời đề nghị bán nhãn hiệu cho Nintendo; Nintendo đã từ chối, trả lời"không sử dụng và không có kế hoạch sử dụng nhãn hiệu Weemote".
Nintendo đã nộp đơn đăng ký nhãn hiệu cho Wii vào năm 2006, nhưng chính phủ Mỹ đã không thông qua cho đến tháng 7 năm 2010.
Đơn đăng ký nhãn hiệu cho Wii Remote ban đầu đã bị Văn phòng đăng ký Nhãn hiệu và Bằng sáng chế Mỹ từ chối sau khi nộp đơn vào tháng 3 năm 2008. USPTO cho từ "điều khiển từ xa" được sử dụng phổ biến và do đó, không nên đăng ký nhãn hiệu. USPTO cho biết họ sẽ chấp nhận đơn đăng ký nhãn hiệu của Nintendo nếu công ty từ chối độc quyền đối với từ "điều khiển từ xa" trong thuật ngữ và nếu từ "điều khiển từ xa" luôn theo sau từ "Wii" trong tiếp thị và hướng dẫn sử dụng; nhãn hiệu "Wii Remote" đã được chấp nhận vào tháng 7 năm 2012.

## Kế nhiệm và ngưng sản xuất

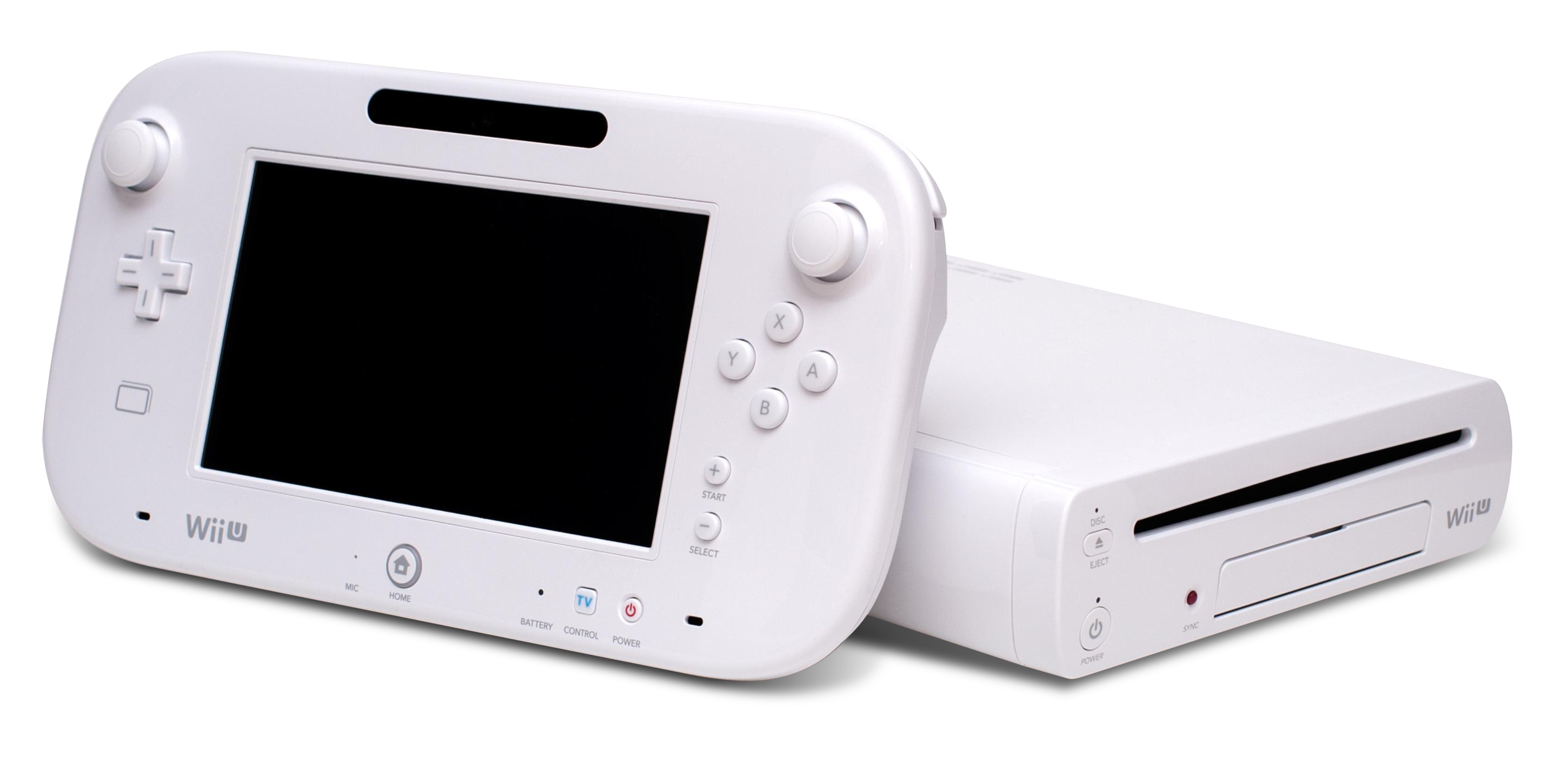
Wii U, với Gamepad ở phía trước

Nintendo công bố kế nhiệm Wii, Wii U, tại E3 2011. Nintendo đã nhận ra Wii thường bị game thủ cốt lõi xa lánh vì được coi là mạng lại trải nghiệm chơi trò chơi dễ hơn. Wii U nhằm thu hút khán giả cốt lõi quay trở lại với các tính năng nâng cao hơn trên công nghệ Wii cơ bản. Wii U có bộ điều khiển với màn hình cảm ứng và đầu ra đồ họa độ nét cao 1080p; máy hoàn toàn tương thích ngược với các trò chơi Wii và thiết bị ngoại vi cho Wii gồm cả Wii Remote, bộ điều khiển Nunchuk và bàn cân bằng tương thích với các trò chơi Wii U. Wii U phát hành vào ngày 18 tháng 11 năm 2012 tại Bắc Mỹ, ngày 30 tháng 11 năm 2012 tại Châu Âu, Úc và New Zealand, ngày 8 tháng 12 năm 2012 tại Nhật Bản  và ngày 26 tháng 11 năm 2013 tại Braxin. Wii U đã ngừng hoạt động trên toàn thế giới vào ngày 31 tháng 1 năm 2017.
Nintendo tiếp tục bán mẫu Wii đã sửa đổi và Wii Mini cùng với Wii U trong năm phát hành đầu tiên của Wii U. Trong năm 2013, Nintendo bắt đầu ngừng cung cấp một số chức năng trực tuyến của Wii khi họ đẩy người tiêu dùng sang Wii U như một hệ thống thay thế hoặc hướng tới Wii Mini, mặc dù Wii eShop vẫn còn. Nintendo đã ngừng sản xuất Wii vào tháng 10 năm 2013 sau khi bán hơn 100 triệu máy trên toàn thế giới, mặc dù công ty vẫn tiếp tục sản xuất Wii Mini chủ yếu cho thị trường Bắc Mỹ. Dịch vụ WiiConnect24 và một số kênh dựa trên dịch vụ đó đã bị đóng cửa vào tháng 6 năm 2013. Hỗ trợ cho các trò chơi nhiều người chơi trực tuyến thông qua Nintendo Wi-Fi Connection đã ngừng hoạt động vào tháng 5 năm 2014, trong khi Wii Shop đã đóng cửa vào tháng 1 năm 2019, chấm dứt hiệu quả tất cả các dịch vụ trực tuyến cho máy. Wii Mini tiếp tục sản xuất và bán ra cho đến năm 2017.
Bất chấp việc ngừng cung cấp máy, một số nhà phát triển vẫn tiếp tục phát triển trò chơi cho Wii sau năm 2013. Đáng chú ý, Ubisoft đã tiếp tục hỗ trợ Wii trong loạt Just Dance thông qua Just Dance 2020 phát hành vào tháng 11 năm 2019 mặc dù tuyên bố đây là bản cuối cùng cho Wii. Shakedown: Hawaii của Vblank Entertainment hiện là trò chơi gần đây nhất phát hành cho hệ máy vào tháng 6 năm 2020, hơn 13 năm sau khi Wii ra mắt.